# Trévise
Pour les articles homonymes, voir Trévise (homonymie) et Treviso.
Trévise (Treviso en italien, Trévigny autrefois en français) est une ville italienne de la province du même nom, en Vénétie.

## Géographie
Trévise, avec ses 80 000 habitants, est située au milieu de la plaine du Pô, à 28 km au nord de Venise, 50 km de Padoue et proche des collines de Asolo et Conegliano, des Préalpes, des Dolomites et aussi des plages de la Vénétie, soit l'Adriatique.

## Histoire
La ville, d'origine romaine (Tarvisium), fut indépendante de 1183 à 1339 puis appartint à Venise. Occupée par les Français en 1797 et chef-lieu, sous Napoléon, du département du Tagliamento, elle revint à l'Autriche en 1814, puis devint italienne (1866).
La ville fut gravement bombardée vers la fin de la Seconde Guerre mondiale. Le 7 avril 1944 (vendredi saint), beaucoup des structures médiévales du centre-ville furent détruites, dont une partie du Palazzo dei Trecento, et environ 1 000 personnes furent tuées.

## Économie
La ville est un important centre commercial du Nord-Est de l'Italie.

## Culture
Ensemble monumental du Moyen Âge et de la Renaissance, et restauré après la Seconde Guerre mondiale, Trévise est complètement entourée de remparts construits au début du XVIe siècle par les Vénitiens qui firent de Trévise un des bastions de leur arrière-pays pour la défense contre la ligue de Cambrai. Le lion de la république de Venise est visible sur plusieurs points de ces remparts et sur les trois portes historiques de la ville. Au nord s'ouvre la monumentale Porta San Tomaso, édifiée en pierre d'Istrie. À l'ouest, en direction de Padoue et de Vicence, se trouve la Porta Santi Quaranta et vers Altino et Venise est située la Porta Altinia.
Le peintre baroque vénitien Andrea Celesti, qui avait un atelier à Brescia, y réalisa Le Jugement dernier et La Mort de Simon Magus en 1696.
À la fin du XVIIIe siècle, les Querini y avaient un palais pour lequel ils avaient acquis, auprès des Giustinian qui les avaient commandées, soixante-six œuvres de Gabriele Bella qui dépeignent la vie quotidienne dans la sérénissime au XVIIIe siècle. Elles sont aujourd'hui à demeure, à la Pinacothèque Querini-Stampalia depuis sa fondation.

### Monuments et lieux remarquables
- La Loggia dei Cavalieri : symbole du pouvoir politique pris en charge par les nobles et les chevaliers de la période de la Ville libre, la Loggia dei Cavalieri est un exemple de l'élégance byzantine romane. Elle a été construite sous le Podestat d’Andrea da Perugia (1276) comme un lieu de rencontres, les conversations, les jeux. Toutefois les gens du peuple ne pouvaient pas y accéder.

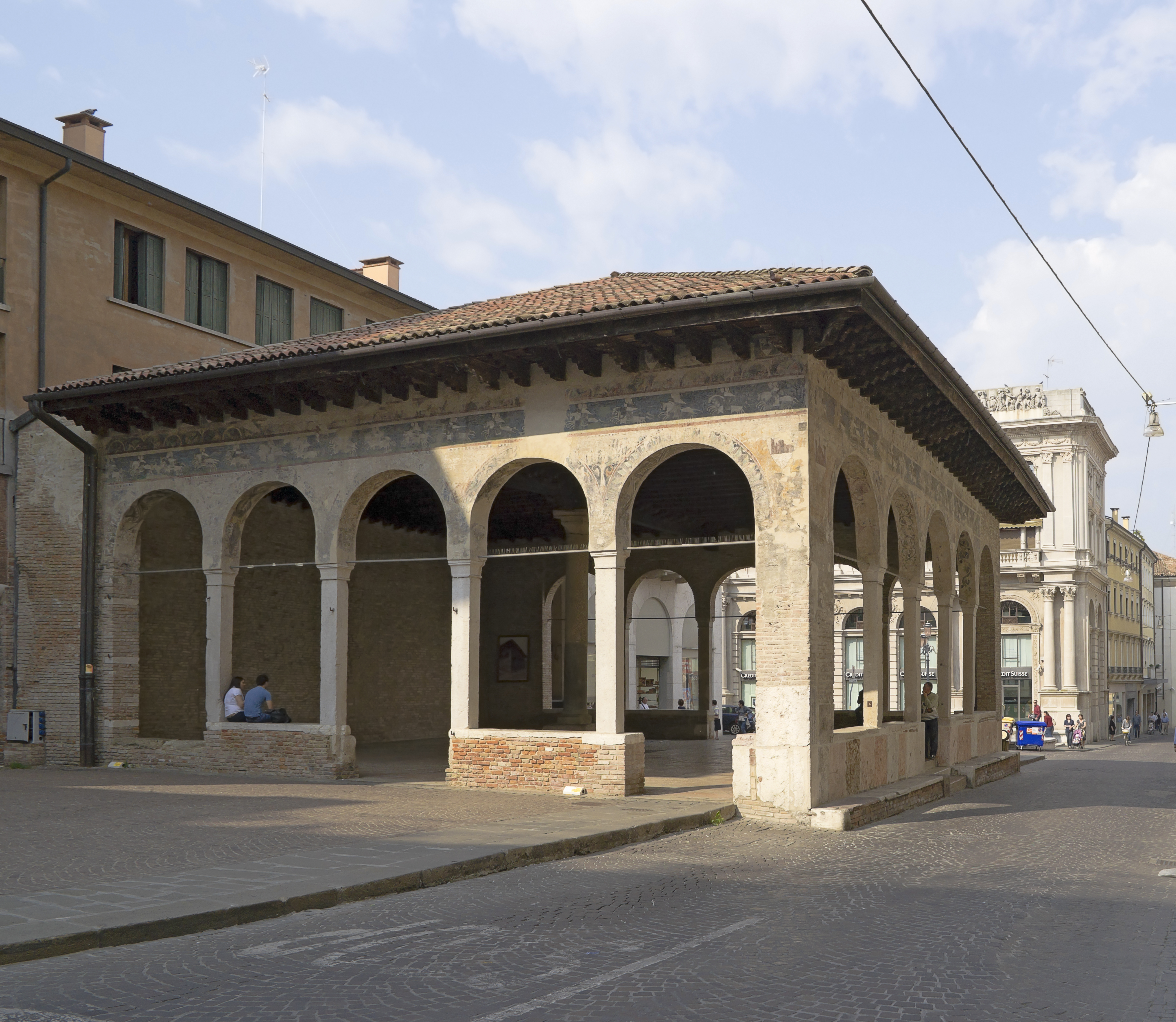
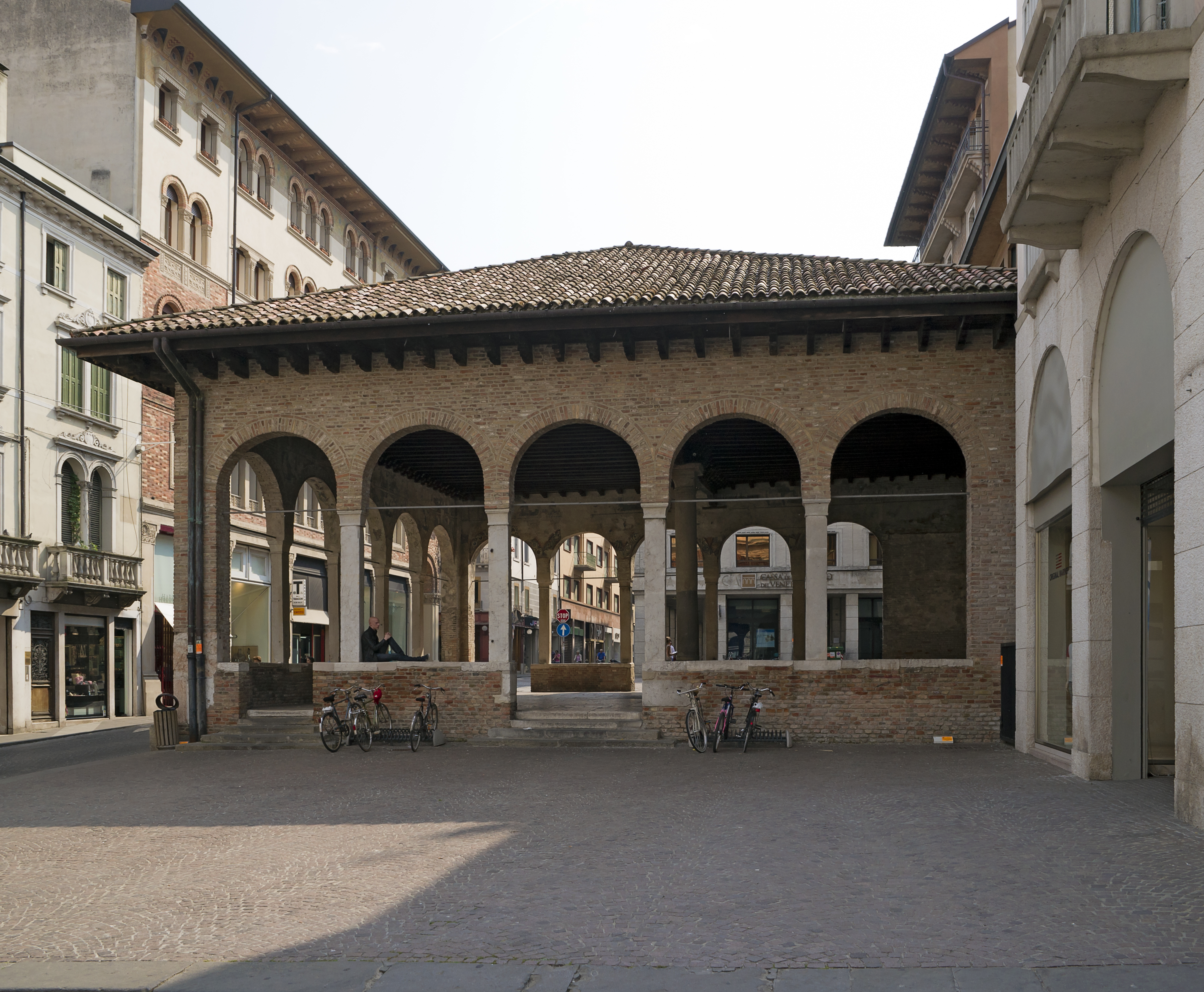
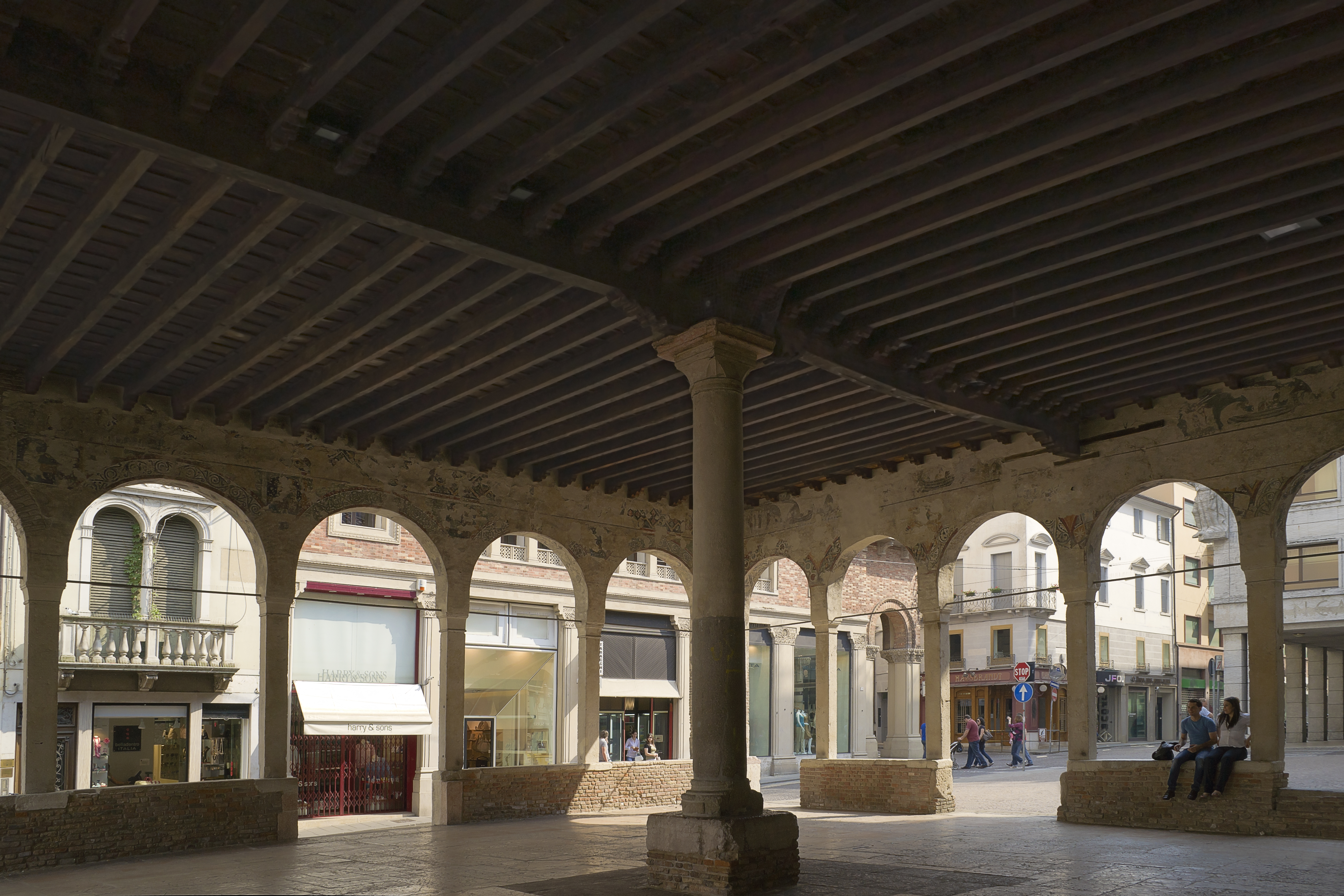

- La Piazza dei Signori et le Palazzo dei Trecento : La Piazza dei Signori est la plus grande place de Trévise. Située au centre de la ville, elle en est le centre culturel, social et historique. Le nom est dû à la présence ici du « palais de la seigneurie de Trévise » lors du marquisat jusqu'en 1808, où l'empereur Napoléon créa le titre de duc de Trévise. Il se décompose en deux entités :
  - Le palais de la Préfecture, qui était le siège de la seigneurie qui des marquis de Trévise, et la Tour Civique (1218) qui, édifiée au XIIIe siècle, a subi de nombreux changements au cours des siècles.
- Le Palazzo dei Trecento, ancien siège du Grand Conseil qui date du XIIIe siècle.

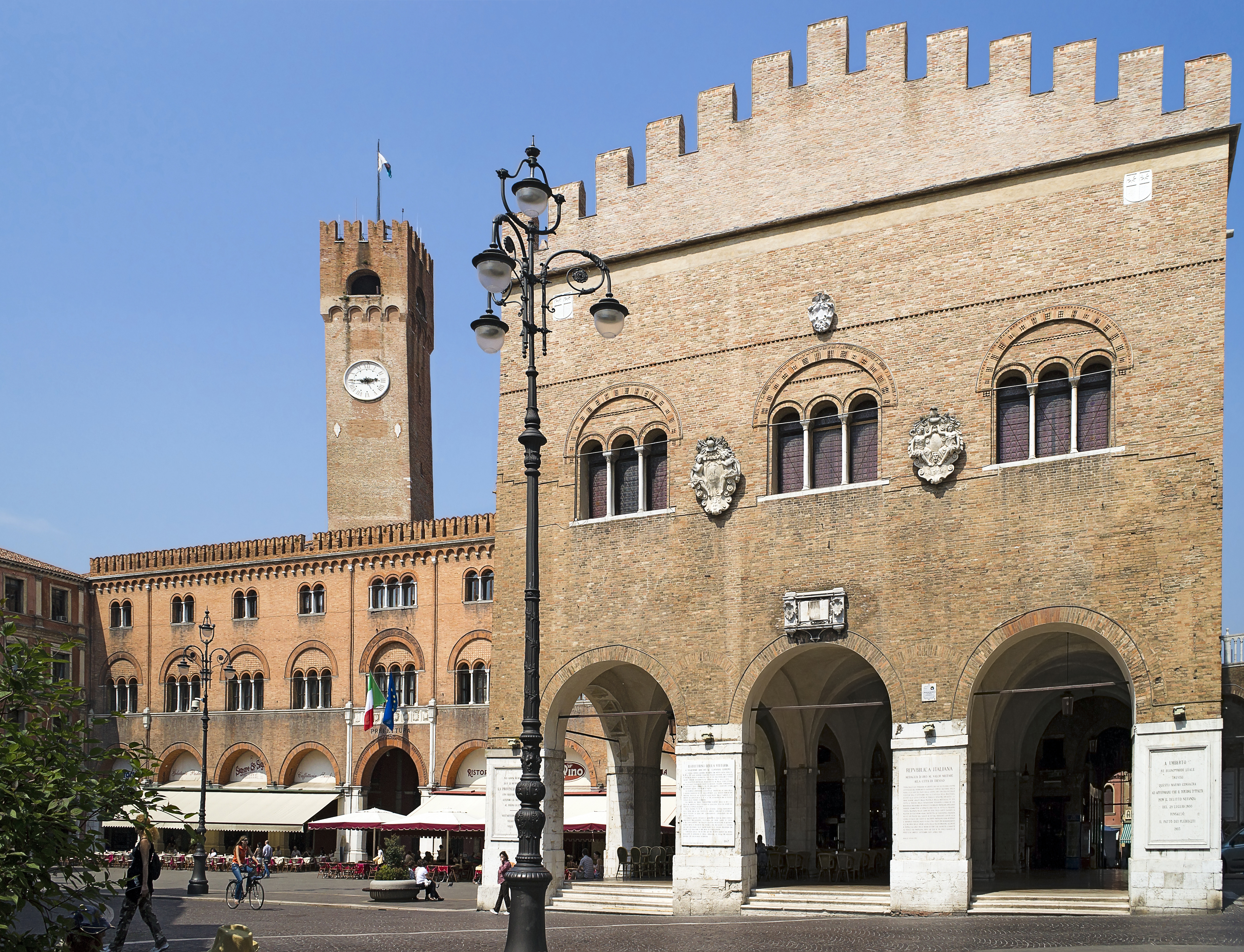
Piazza dei Signori et la façade du Palazzo dei Trecento.
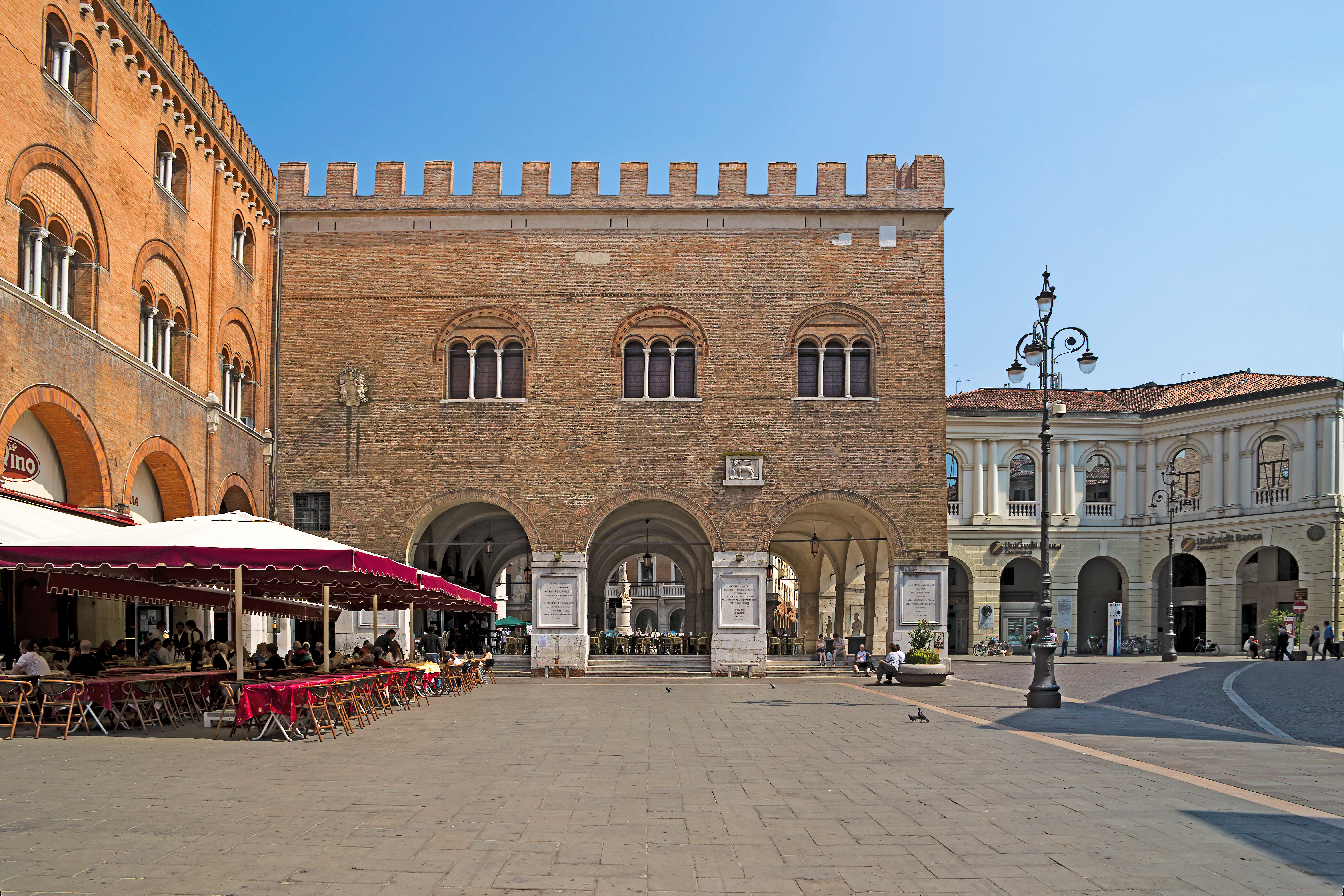
Le Palazzo dei Trecento vue de la Piazza dei Signori.
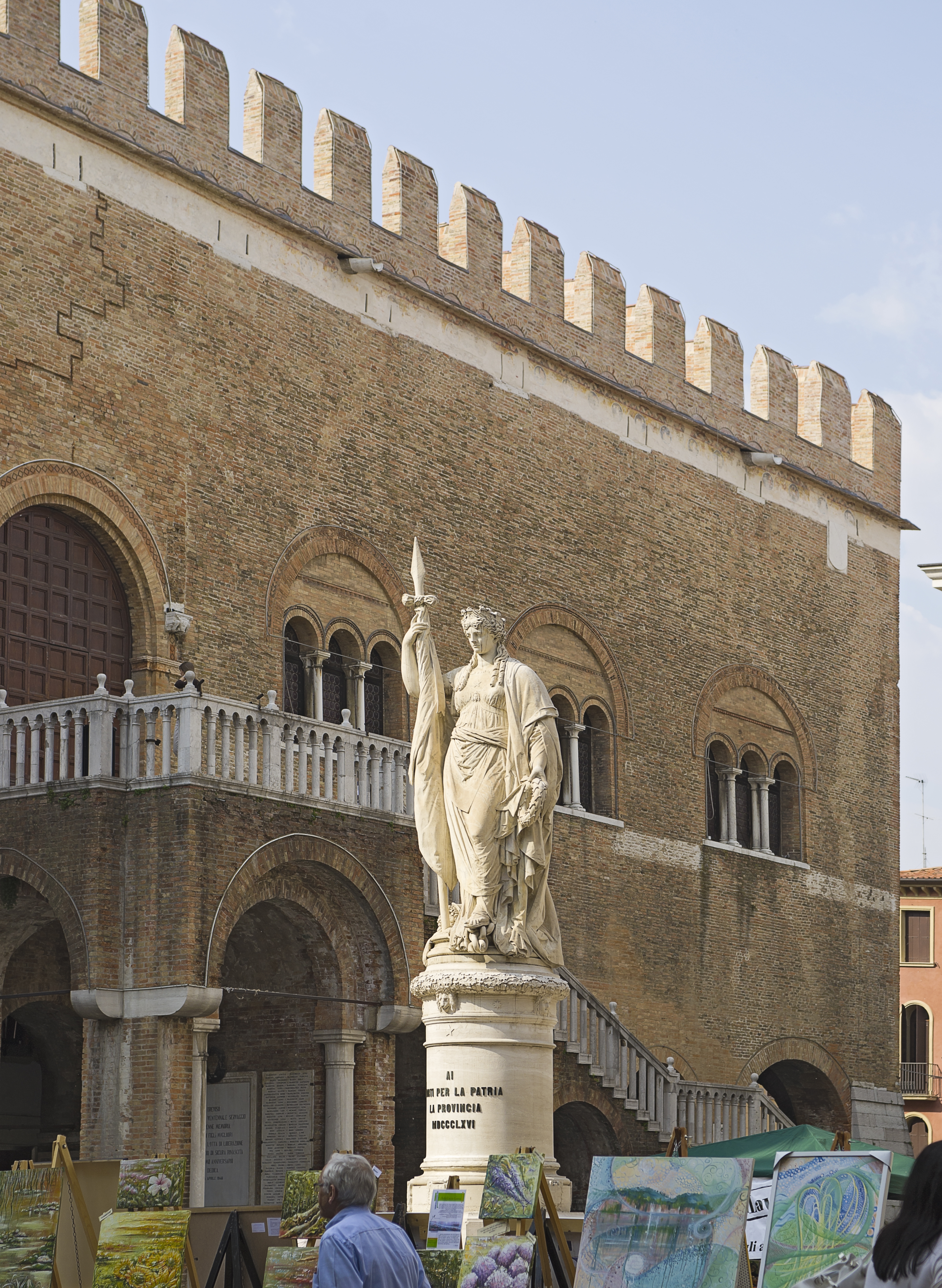
Le Palazzo dei Trecento et le Monumento dell'indipendenza.

- La Fontana delle Tette (Fontaine aux seins)
- La Piazza Rinaldi
- Le Monte di Pietà et la chapelle dei Rettori
- Le théâtre municipal Mario Del Monaco, situé à l'endroit où s'élevait le Teatro Onigo
- Le monument aux morts, Gloria par Arturo Stagliano, sur la Piazza della Vittoria, inauguré le 4 novembre 1931.
- Plaque en marbre avec portrait, à la mémoire de Felice Cavallotti. Le médaillon sculpté par A. Carlini a été inauguré à Trévise le 9 mars 1913. Détruit pendant la période fasciste, il est aujourd’hui replacé par une sculpture en bronze, Piazzetta Aldo Moro.

Le monument aux morts.
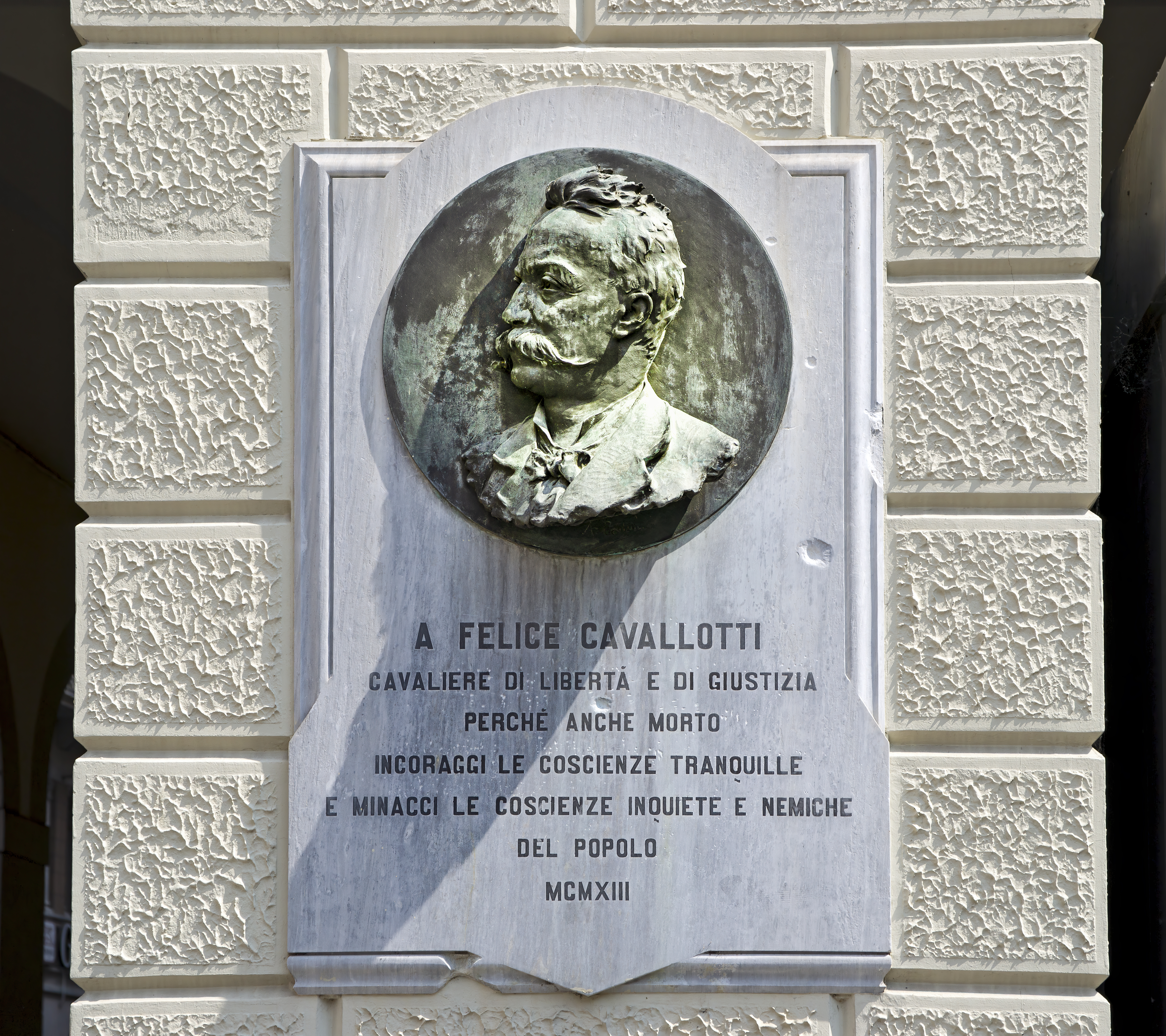
Mémorial à Felice Cavallotti.

#### Les Canaux
Parfois appelée « la petite Venise », Trévise est traversée par plusieurs canaux, tous issus de la division en branches (appelées cagnani) de la Botteniga. La rivière entre dans la ville en passant sous le Ponte de Pria (pont de pierre) sur lequel se trouvent des écluses, conçues et construites par Fra 'Giocondo. Deux autres branches de la Botteniga bordent les murs de la ville pour ensuite entrer, comme le cagnani, dans la rivière Sile qui longe le côté sud du centre historique.
Le canal Cagnan Medio ou Buranelli, est l'une des branches les plus pittoresques de la Botteniga qui caractérisent le centre historique. Le toponyme fait référence à l'un des ponts qui traverse le cours d'eau, appelé le pont Buranelli, près duquel se trouve encore un bâtiment du XVIe siècle  qui était autrefois la résidence et l'entrepôt des commerçants de l'île lagunaire vénitienne de Burano. Le Cagnan della Roggia ou le Silletto qui traverse la ville : il existe de nombreux moulins à eau qui parsèment la ville.

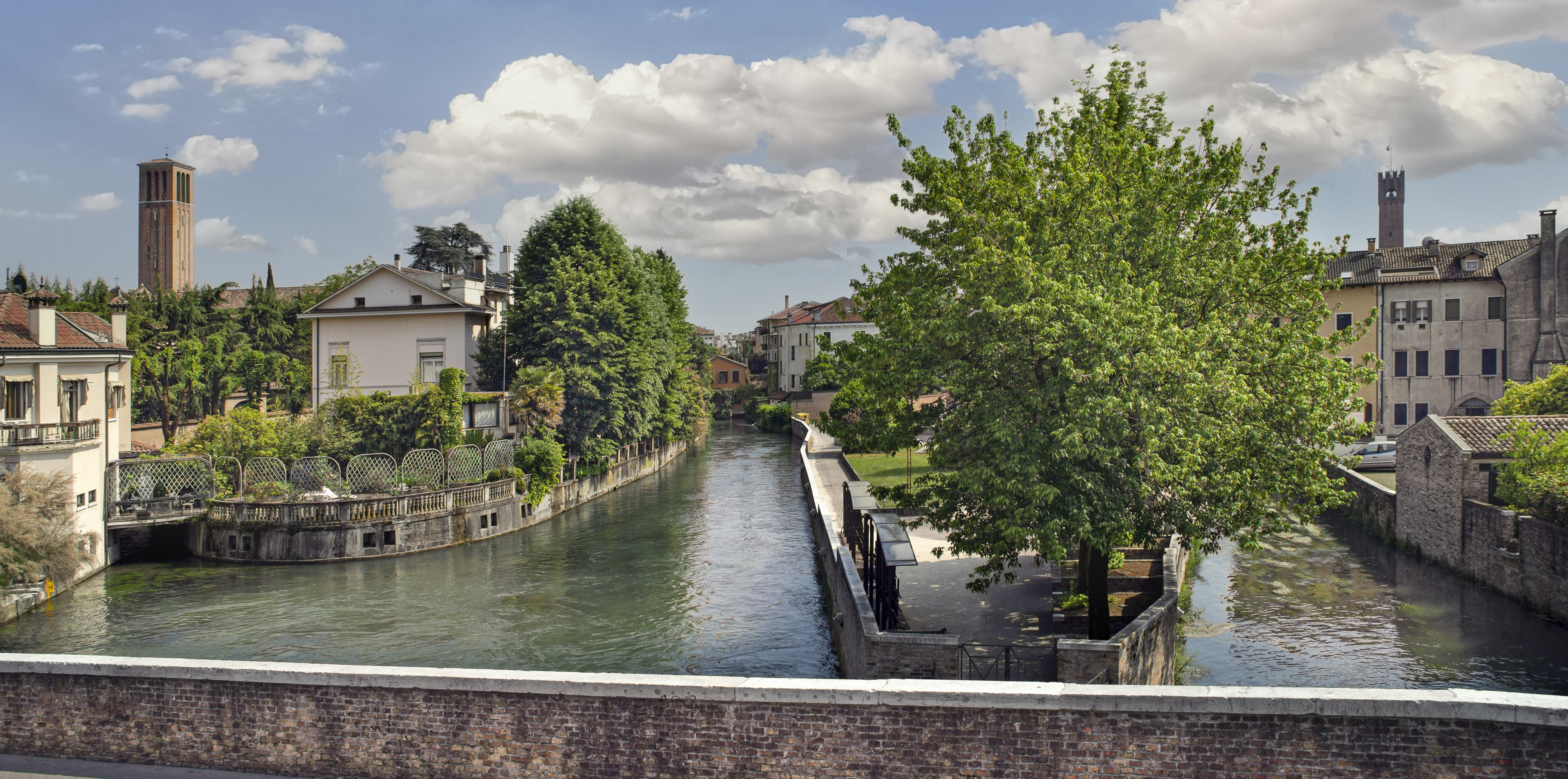
Cagnan et Buranelli vus du Ponte Pria.
Les écluses de Ponte Pria.
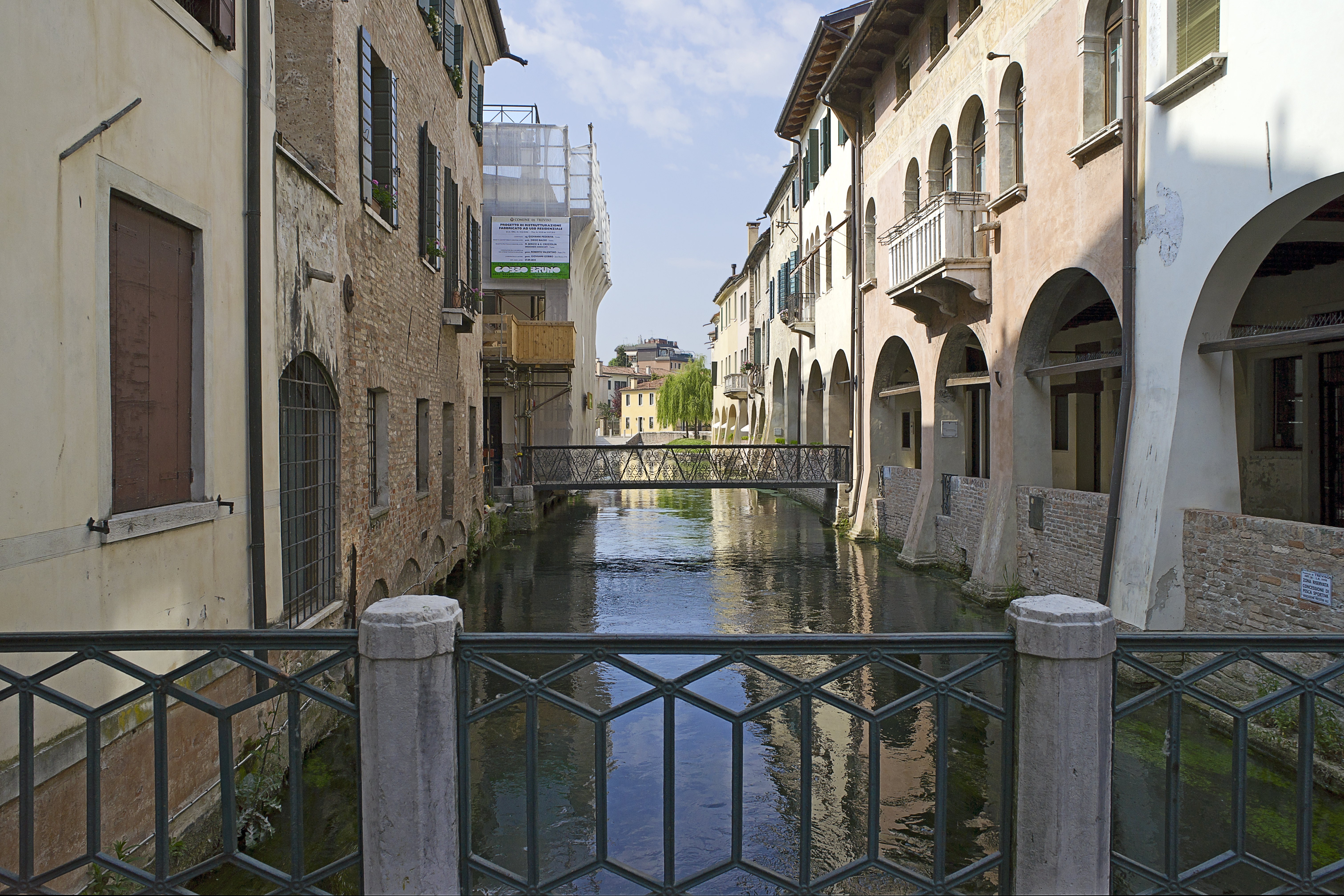
Canale dei Buranelli.
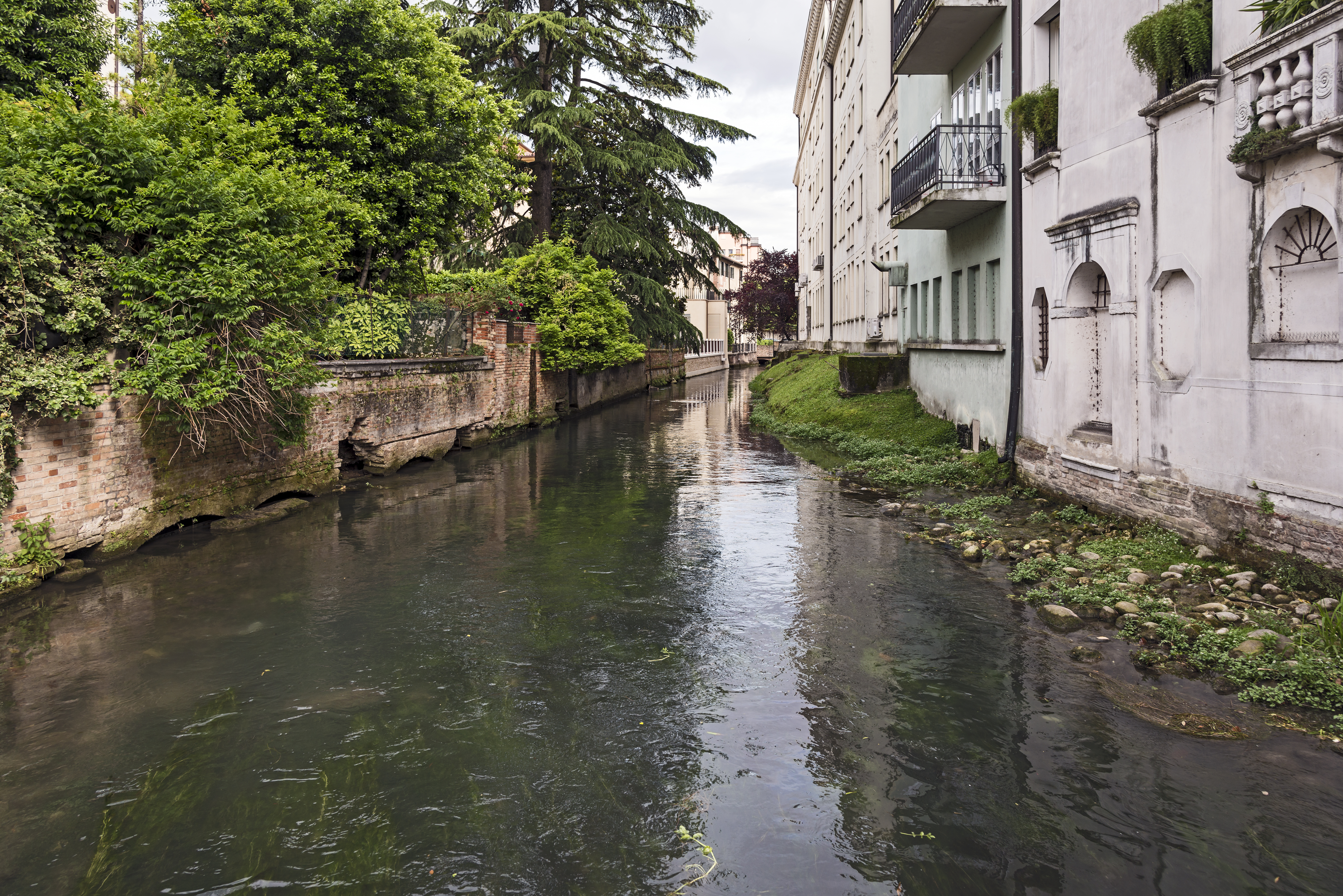
Cagnan della Roggia.
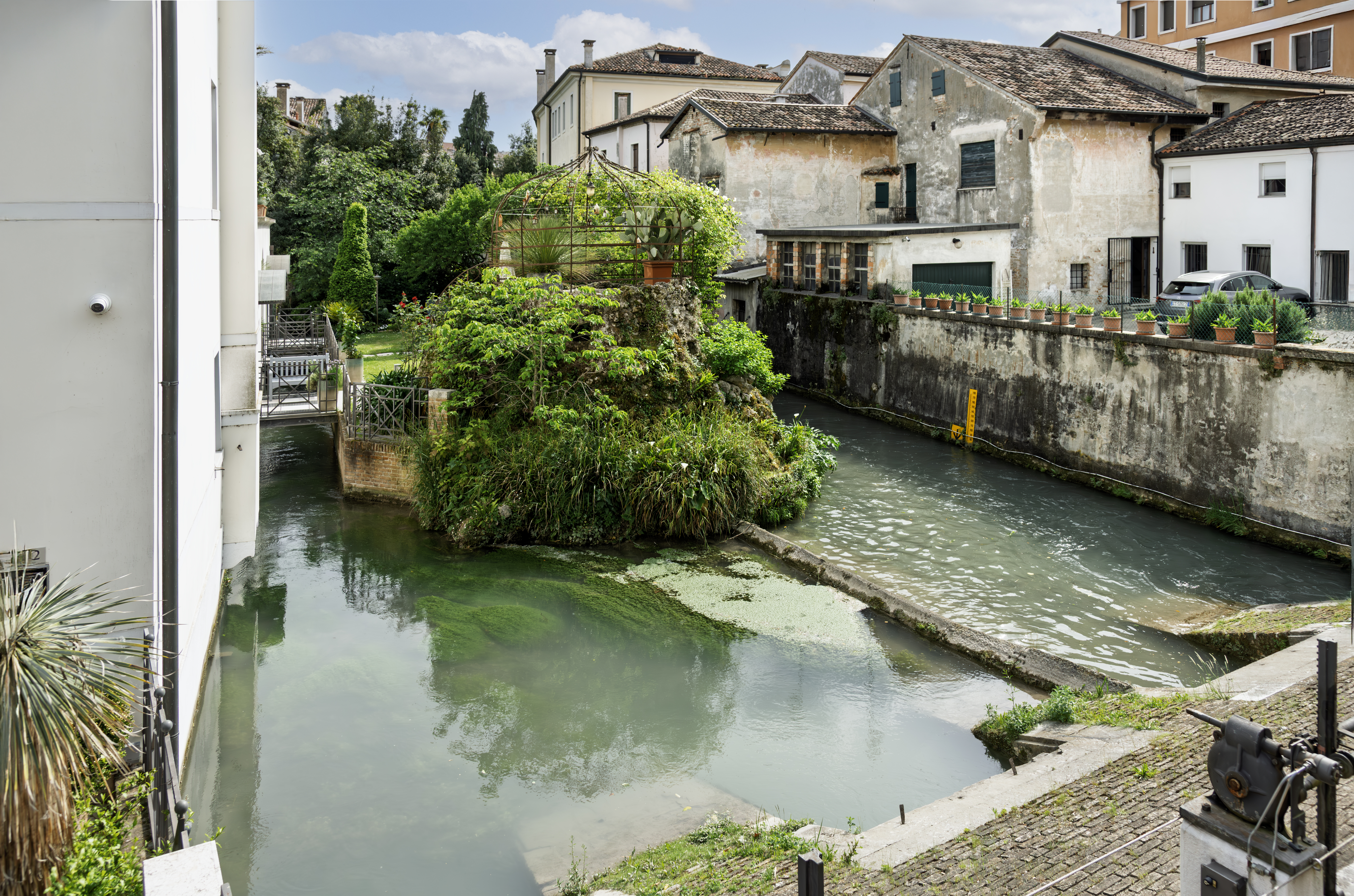
Roggia (Siletto) - vu depuis le pont Fra Giocondo
Le Moulin de Ponte San Francesco.

#### Édifices religieux
- Le Duomo et sa façade néo-classique

Façade du Duomo.
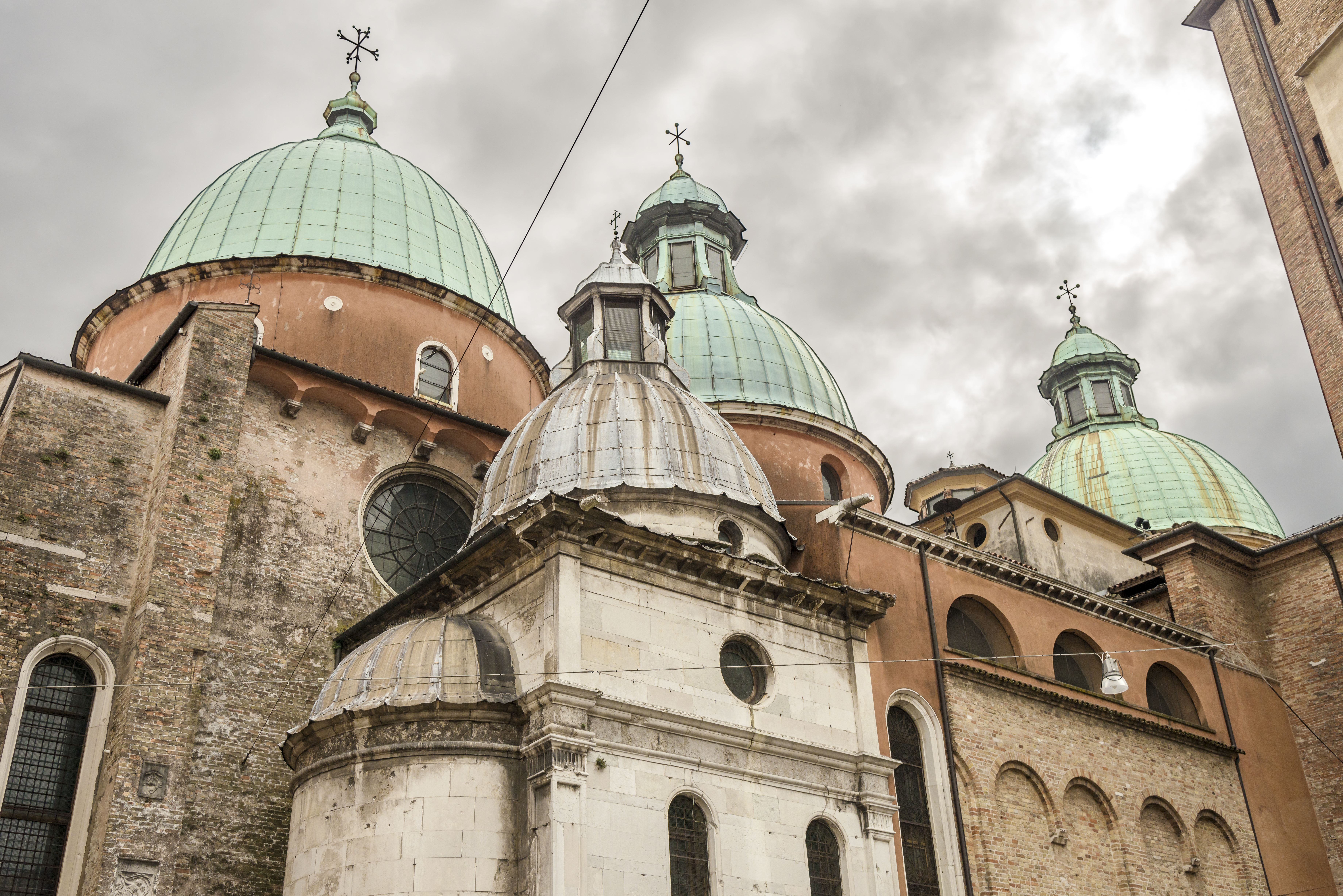
Les coupoles du Duomo.
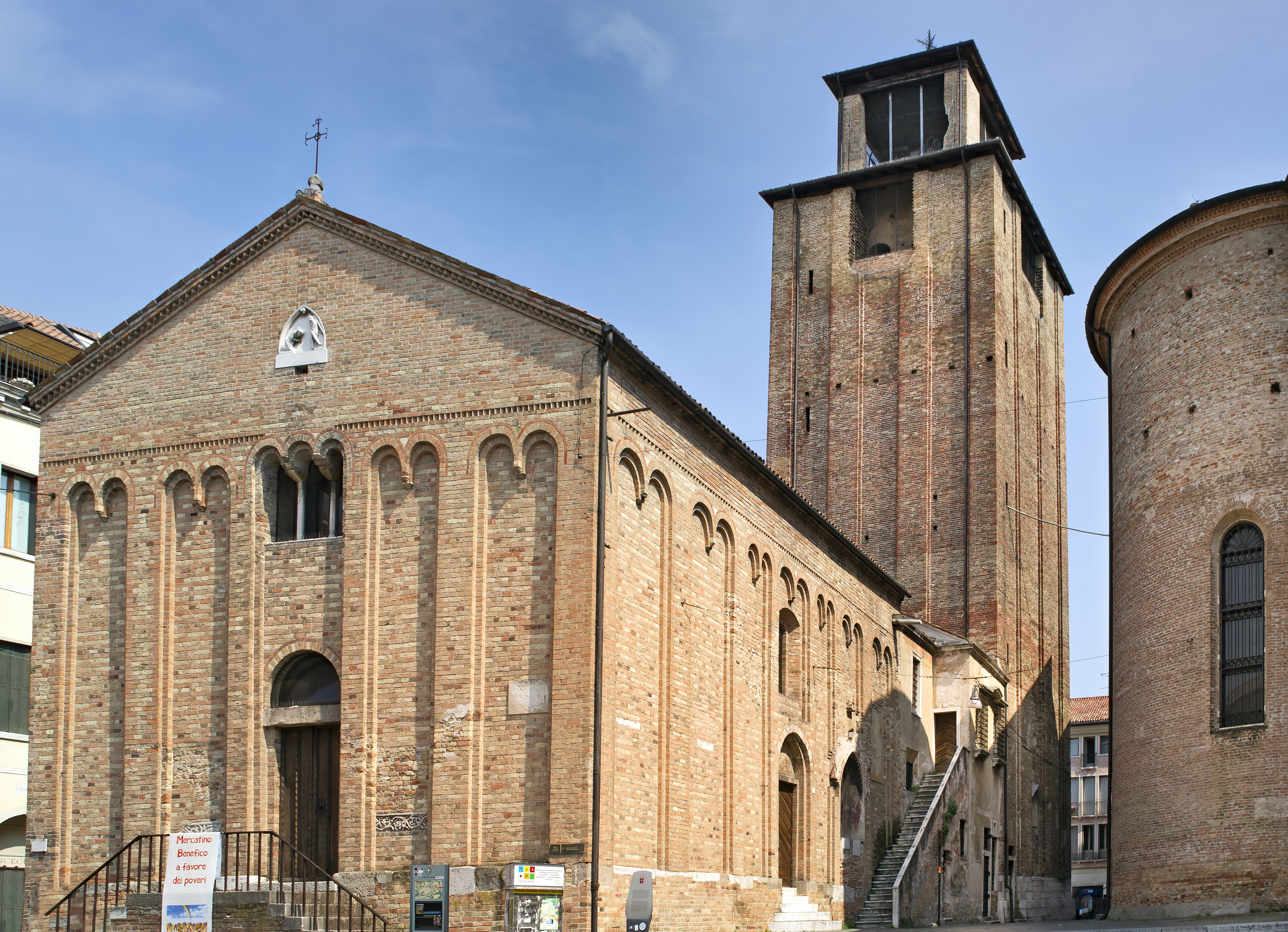
Campanile du Duomo.
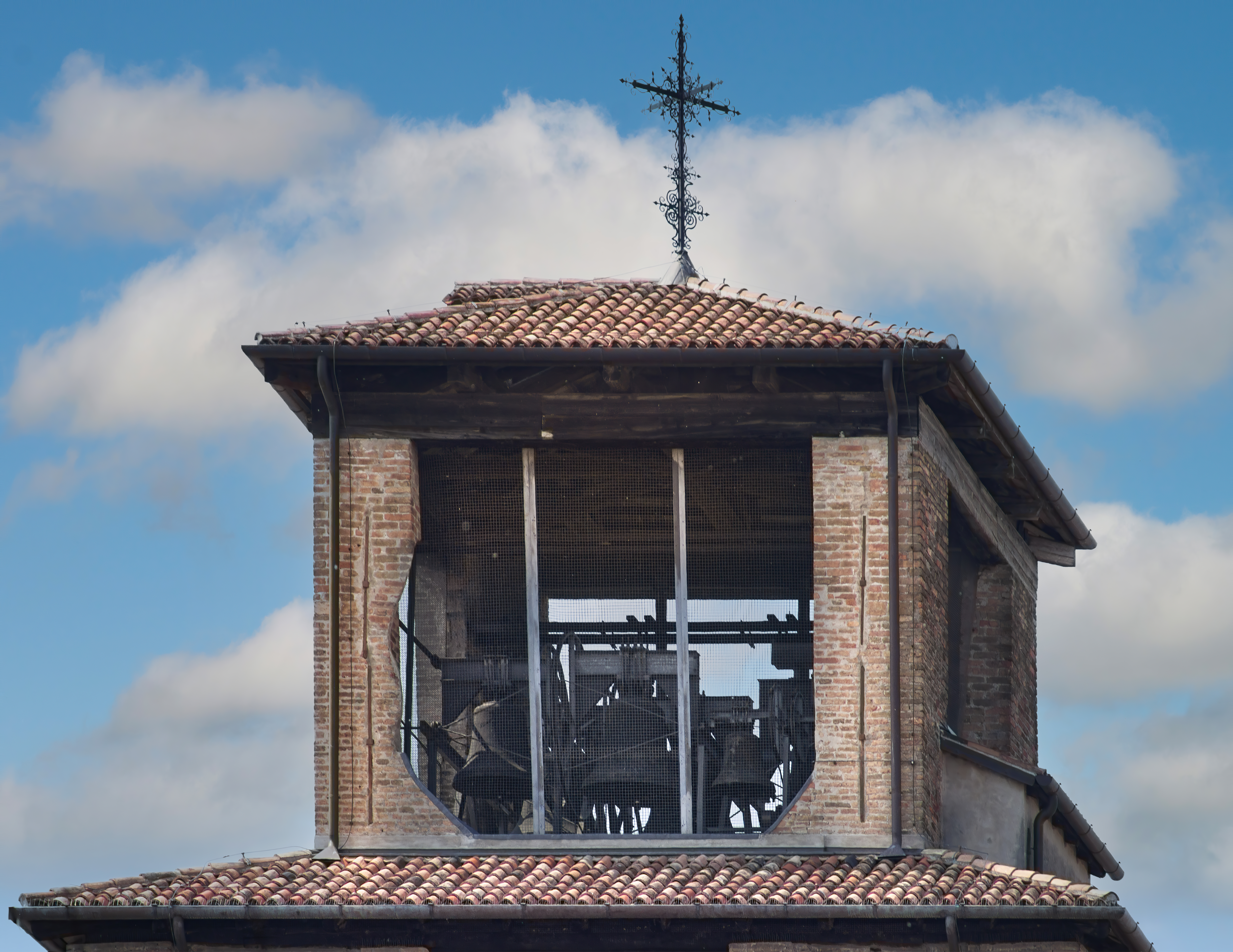
Le sommet du campanile vu de Calmaggiore.

- L'église San Francesco
- L'église San Nicolò, son ancien couvent et les quarante portraits de dignitaires de l'ordre des Dominicains (1352), œuvres de Tommaso da Modena, dans la salle du chapitre.
- L'église de San Gaetano, église construite au XIIe siècle pour accueillir les pèlerins de Terre Sainte.
- Les églises San Vito et Santa Lucia étroitement liées. San Vito date de 883 et a conservé des fresques romanes du XIIIe siècle, Santa Lucia (qui communique avec la première) date de 1385.

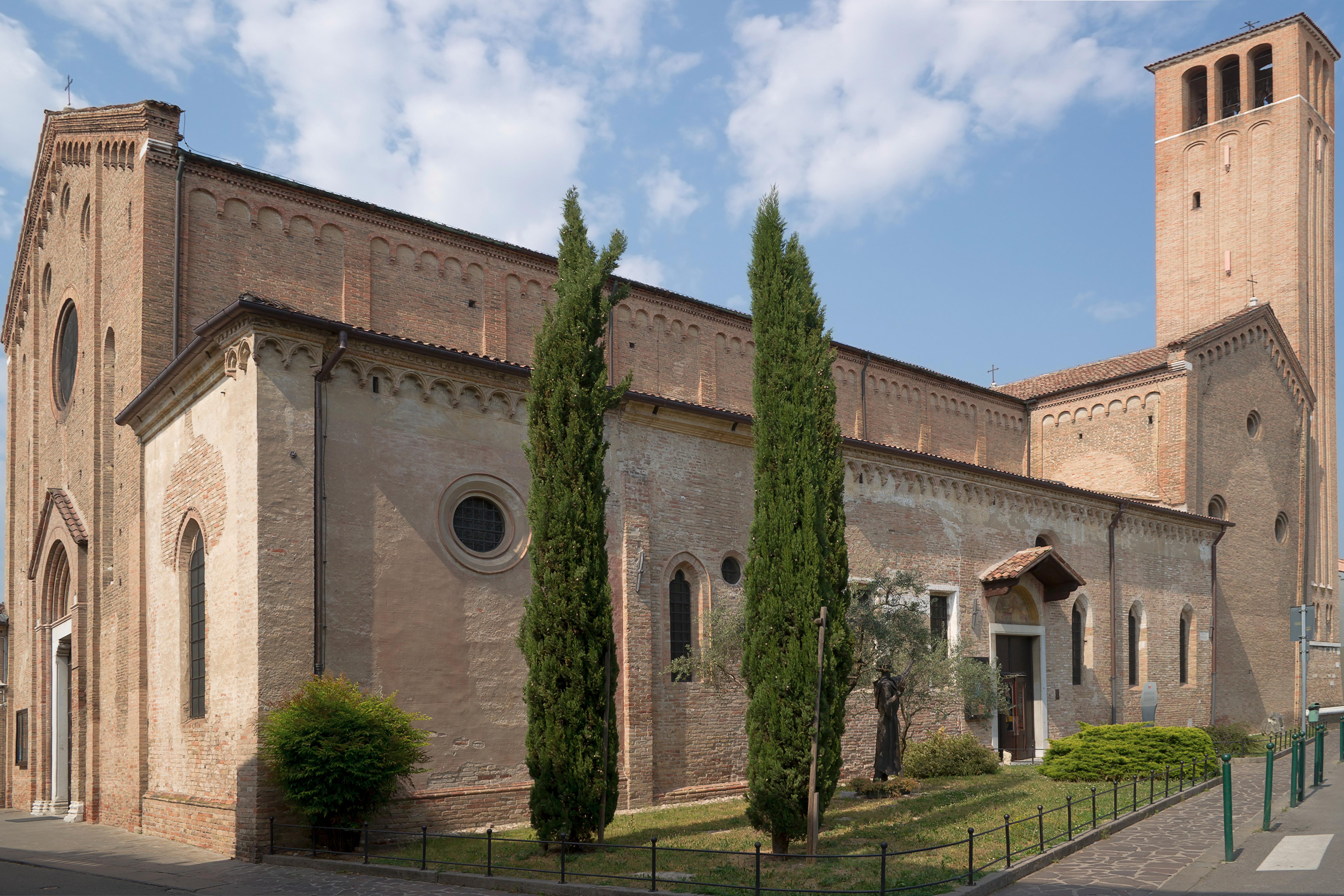
Église San Francesco.
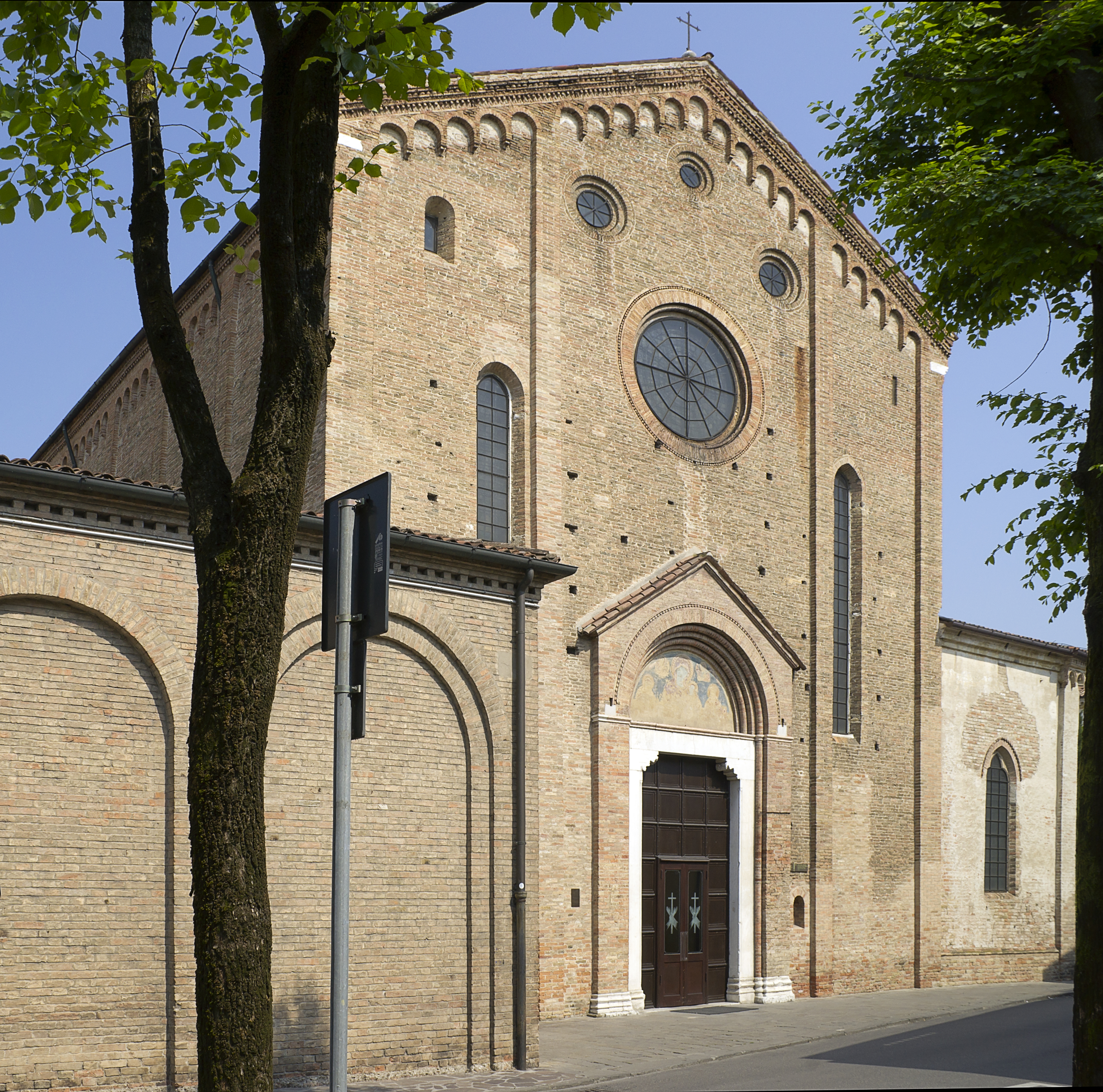
La façade.
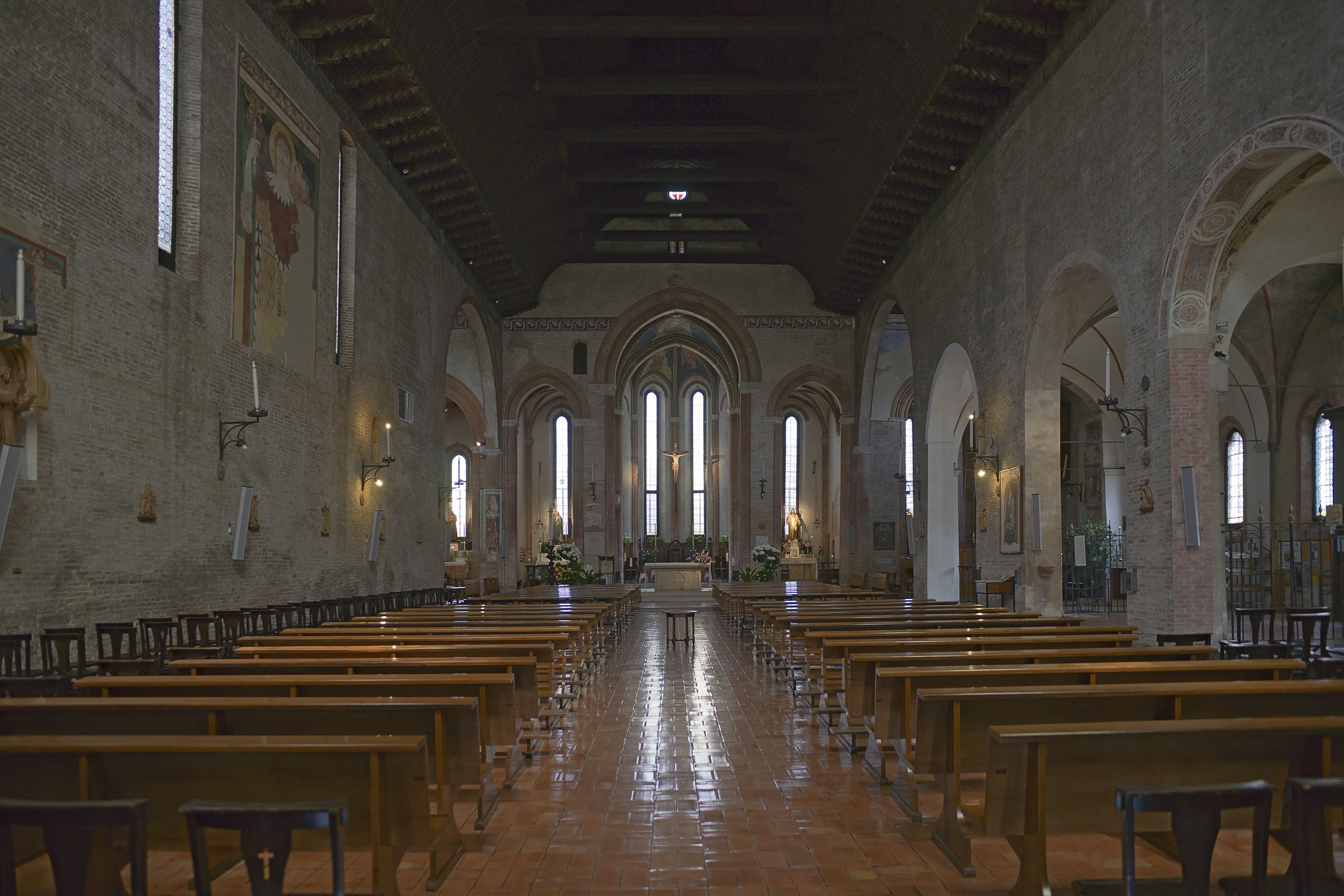
L'intérieur.
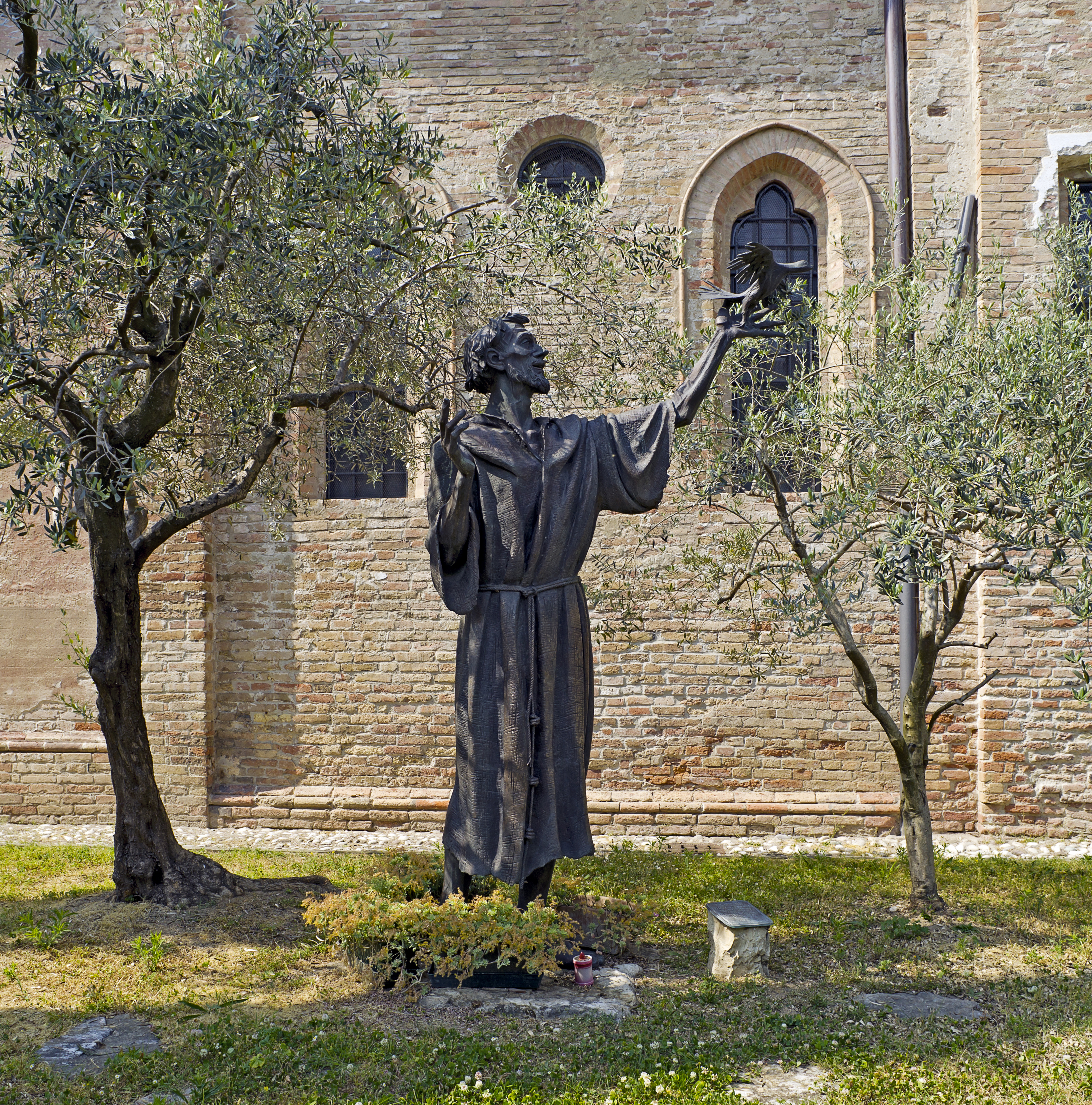
Statue en bronze de saint François.
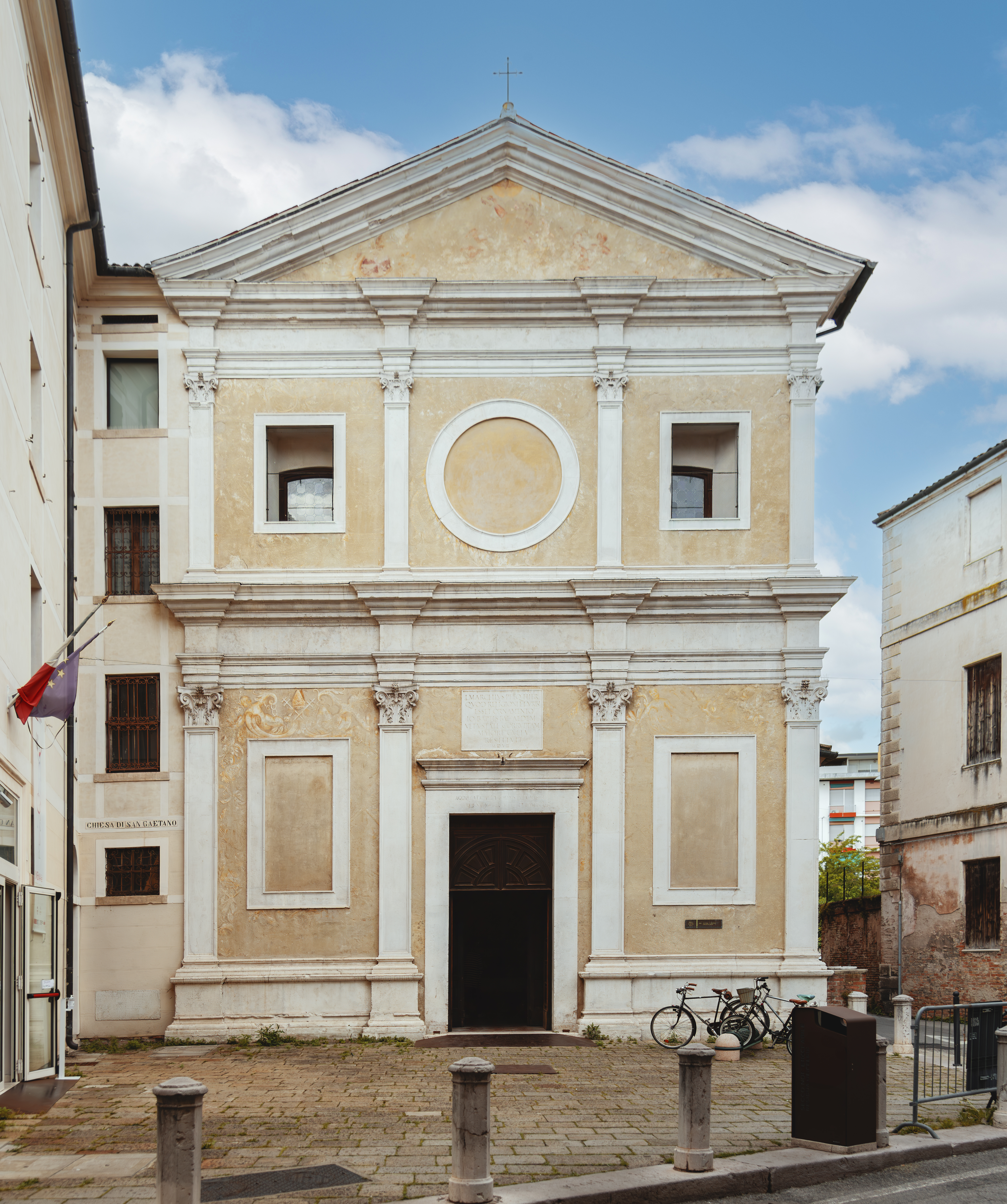
Chiesa Di San Gaetano.
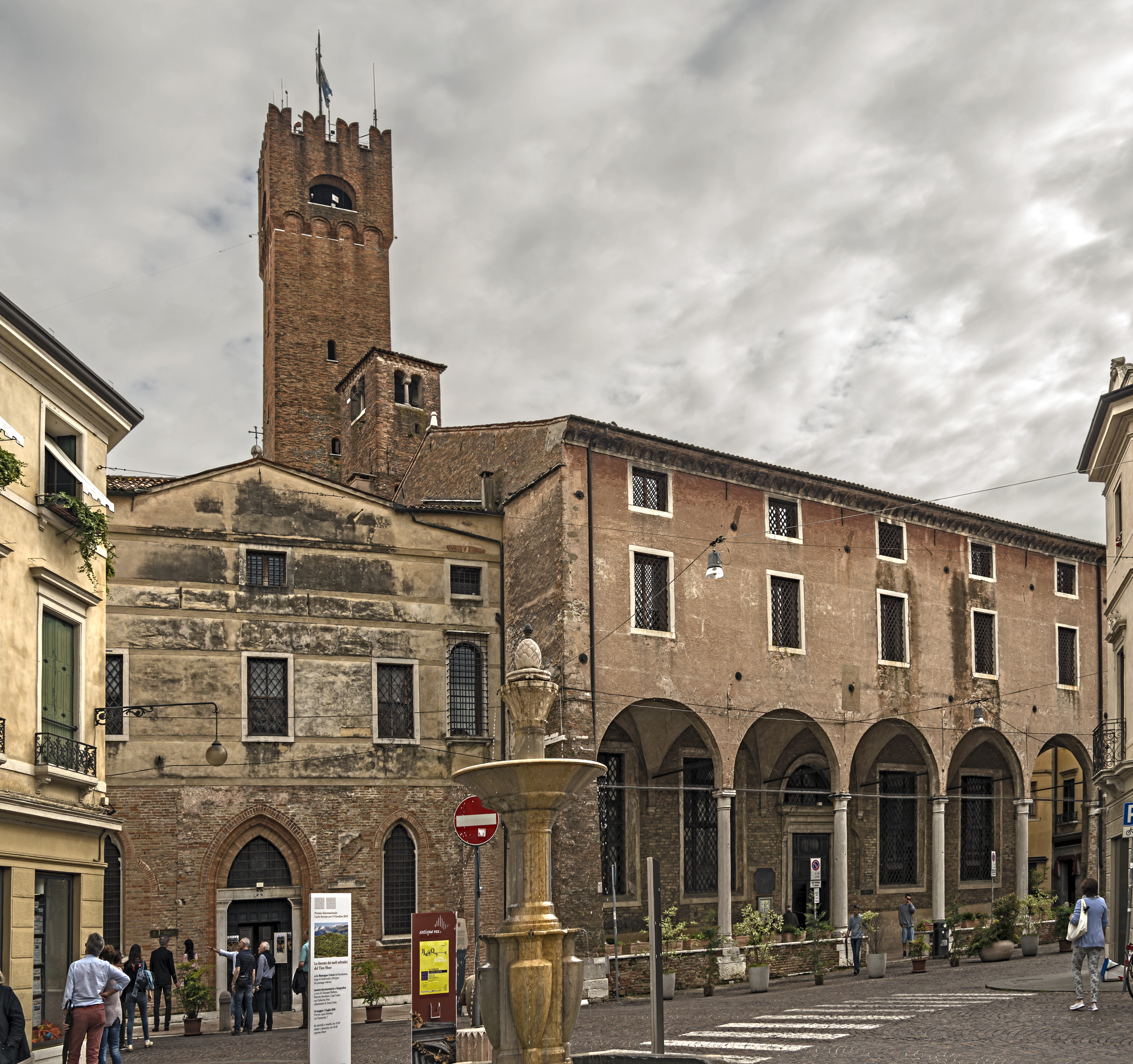
Chiese di San Vito e Santa Lucia.

### Musées
- Museo civico Luigi Bailo

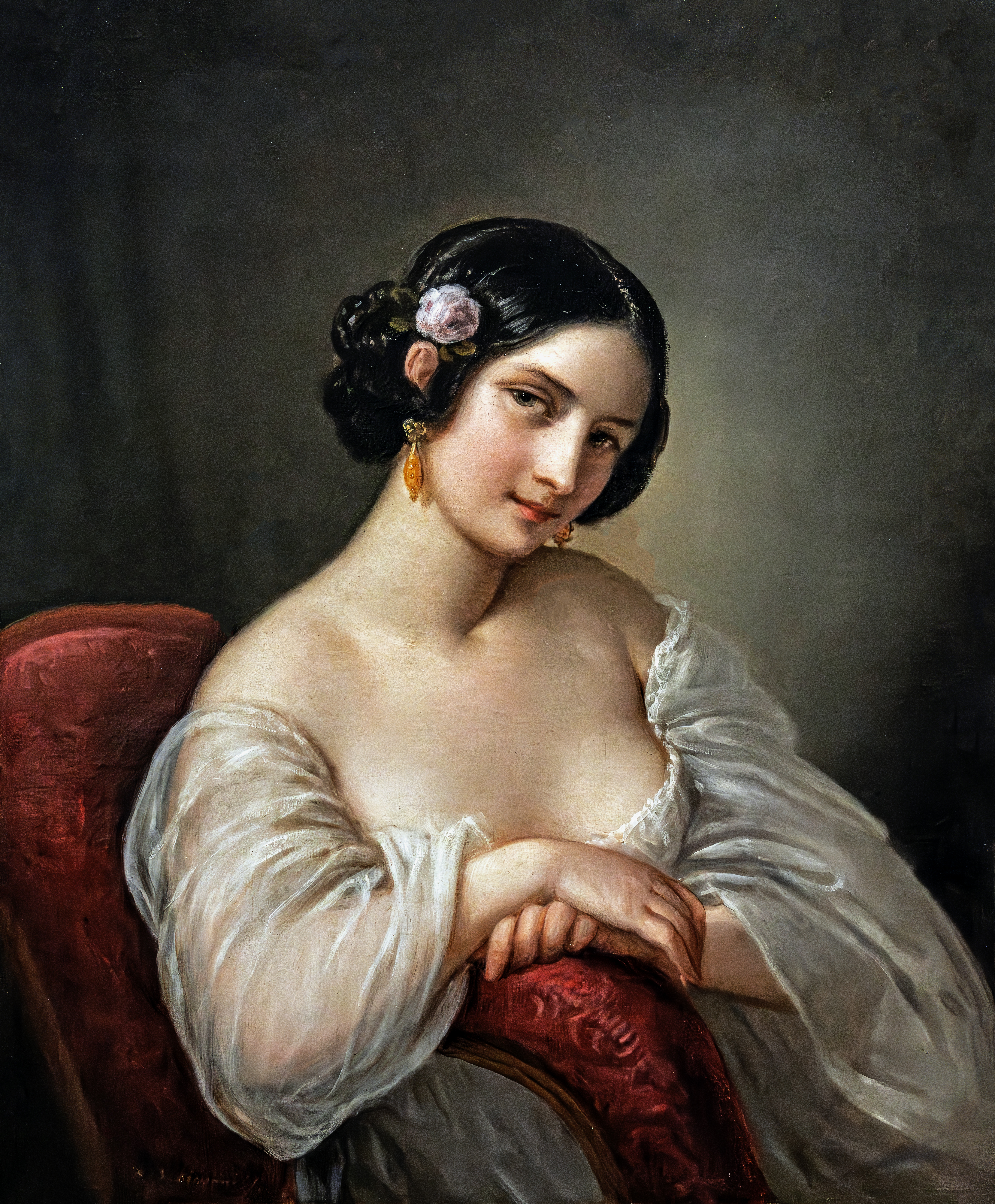
Flora (huile sur toile), par Natale Schiavoni

- Musei civici - Santa Caterina

La pinacothèque avec les fresques de la Légende de sainte Ursule de Tommaso da Modena

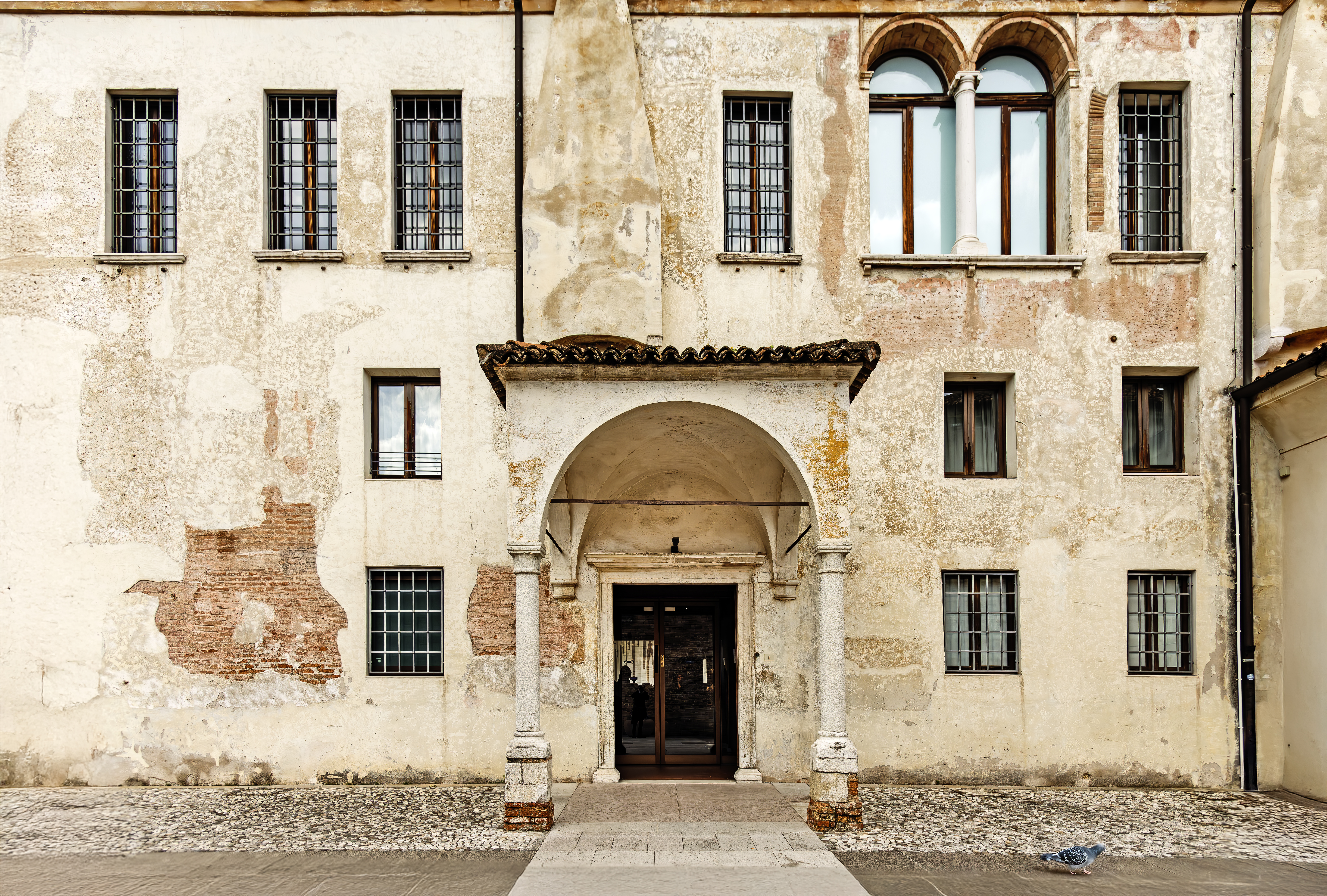
Musée civique de Trévise, entrée par Via Santa Chiara
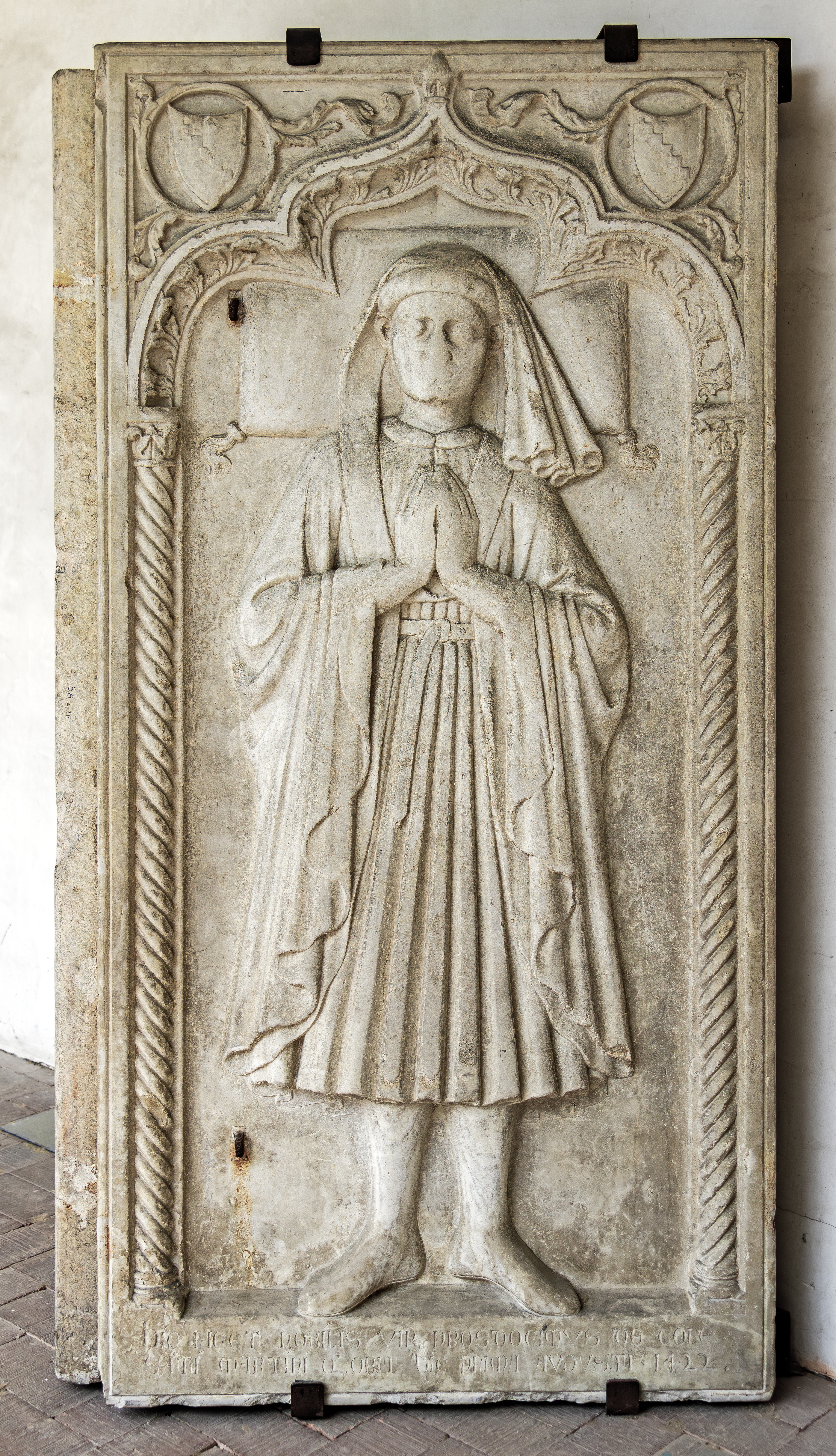
Pierre tombale de Prosdocimo da Col San Martino (1422).
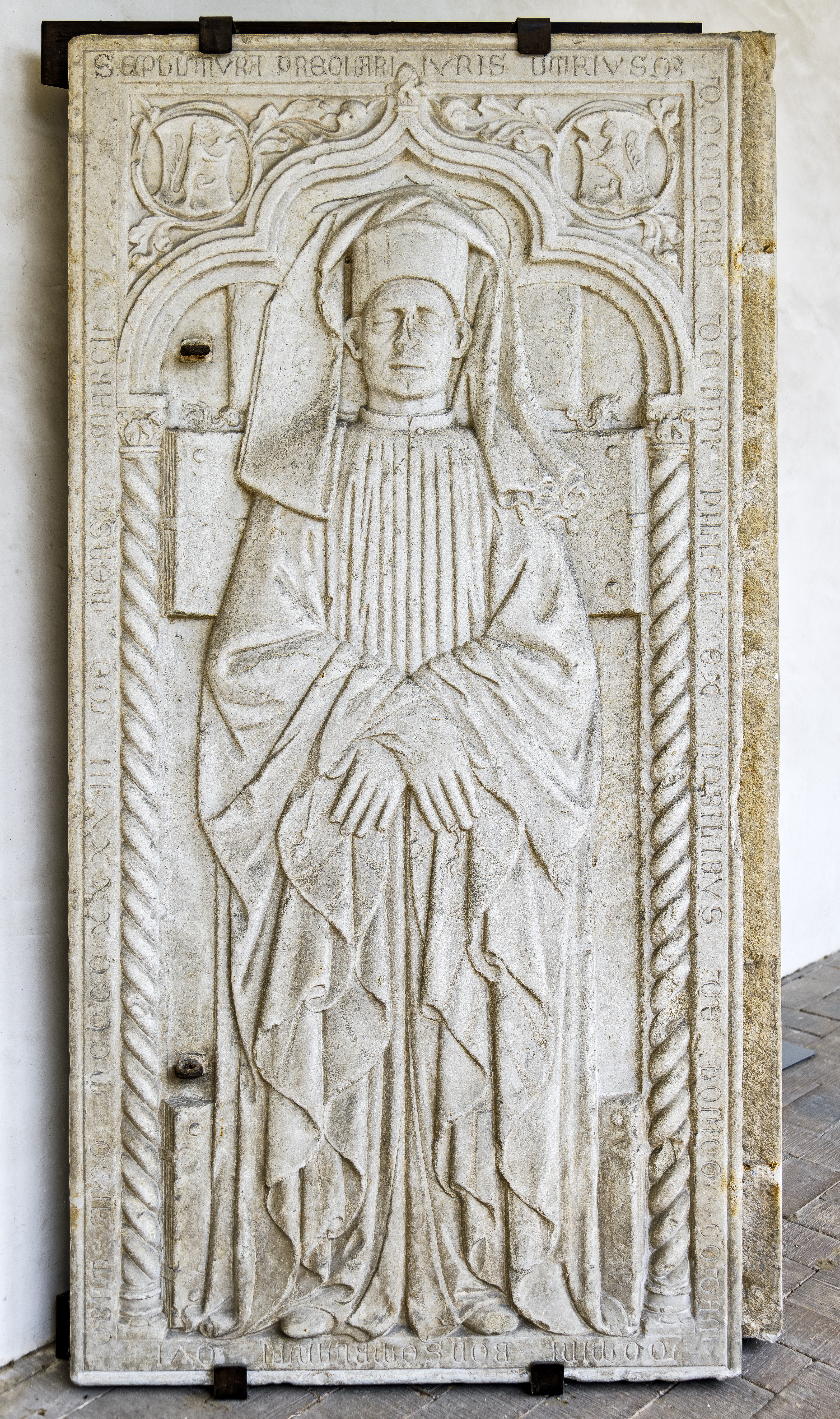
Pierre tombale de Pileo Onigo (1422).
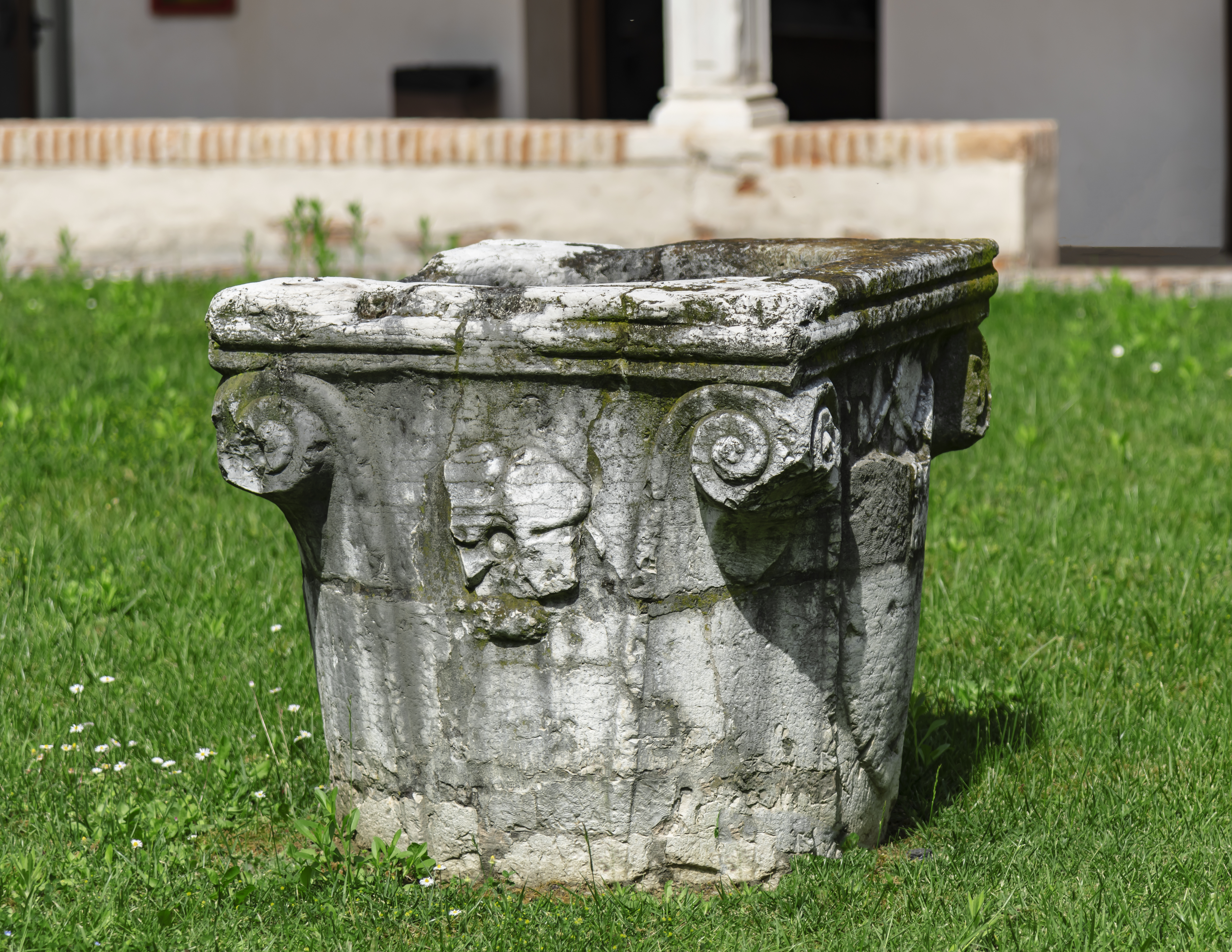
Puits dans le grand cloitre de Santa Caterina.

- Ca' da Noal
- Museo del Seminario

## Dérivé culinaire
La trévise est une salade de la région vénitienne. Cette salade aux feuilles rouge sombre veinées de blanc (nommée radicchio en italien) est issue d'une variété de chicorée cultivée dans la région depuis l'Antiquité. Les Vénitiens apprécient son croquant et son amertume et la cuisinent en risotto. Elle bénéficie d'une appellation d'origine contrôlée. Elle se vend sur les marchés de novembre à mars.

## Galerie

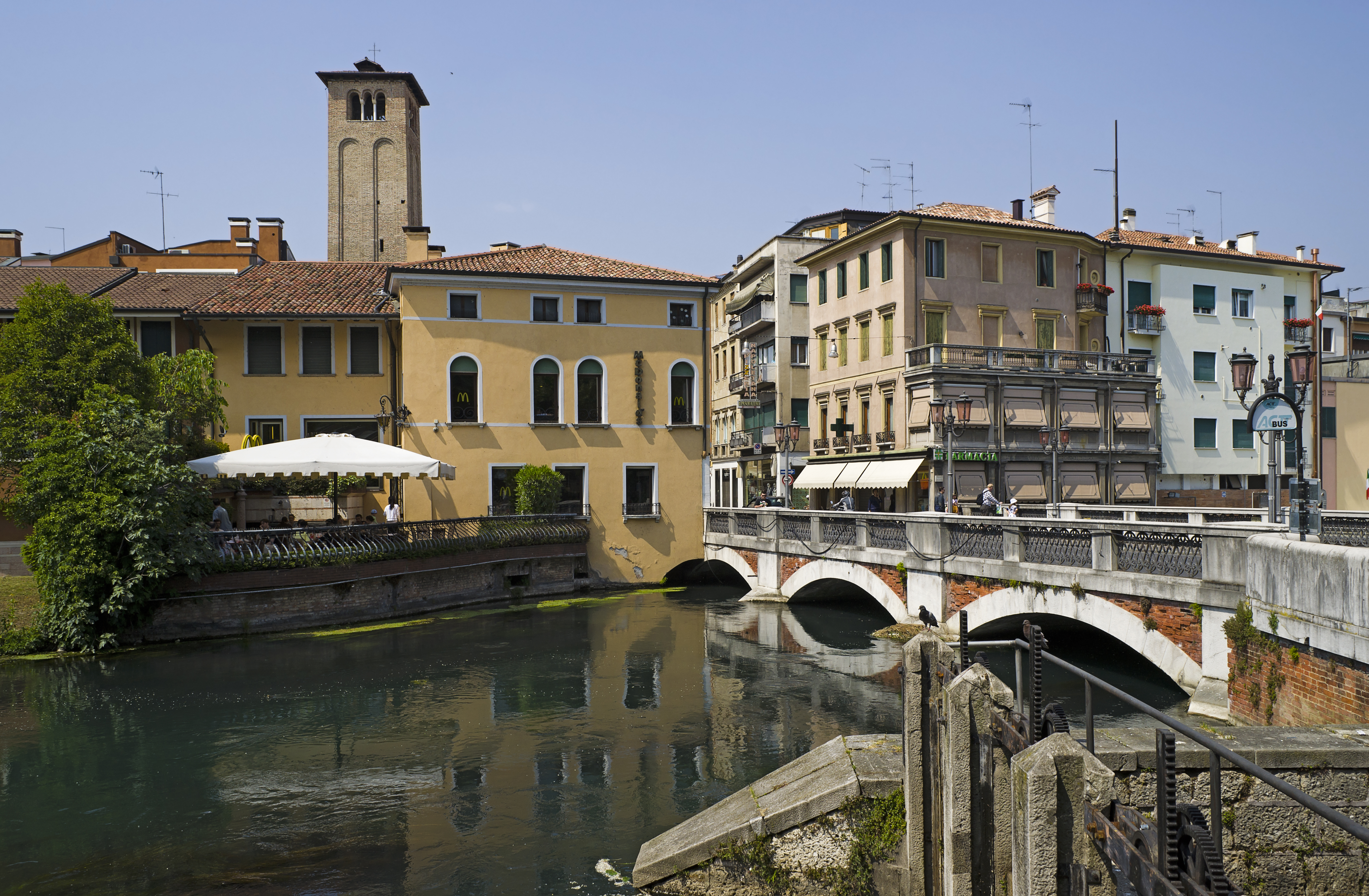
Le pont San Martino sur la Sile.
Le Sile à Trévise.
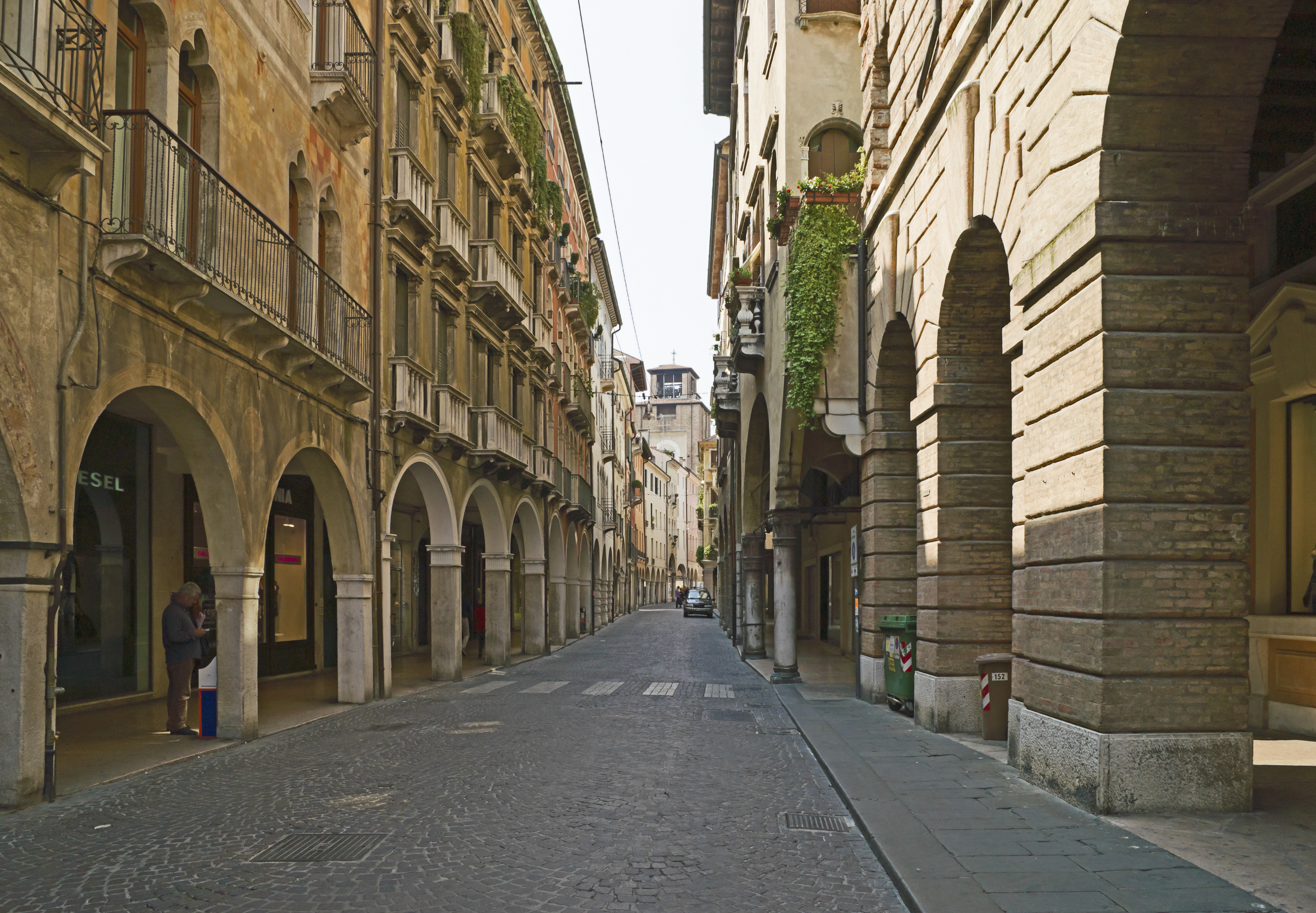
La via Calmaggiore artère principale de la vieille ville.
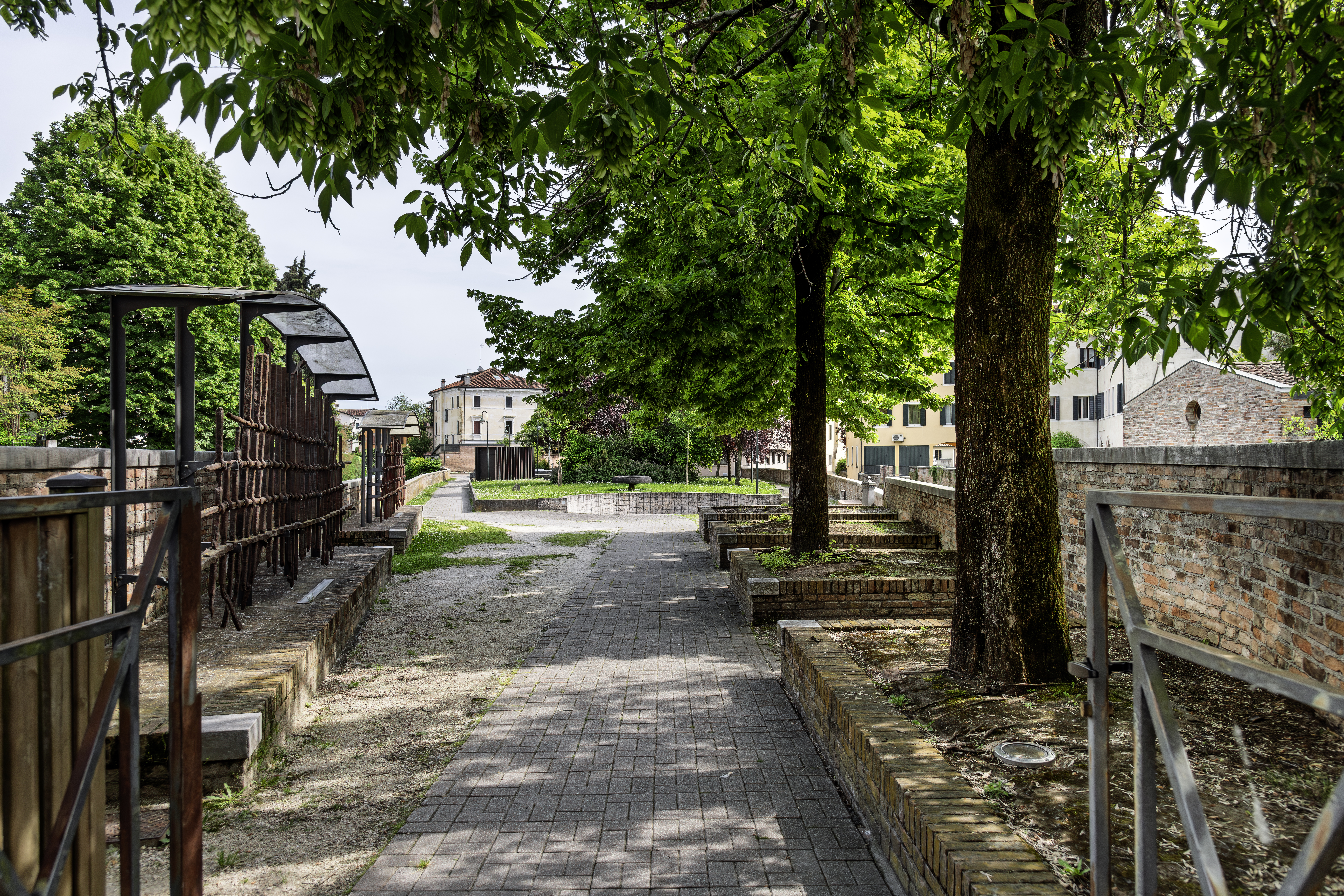
Jardin des Droits de l'enfant.

## Personnalités

### Personnalités nées à Trévise
- Bartolomeo Burchelati (1548-1632) médecin, philosophe et littérateur italien.
- Giovanni Maria Ciassi (1654-1679), scientifique italien.
- Pier Andrea Saccardo (1845-1920), mycologue, professeur d'histoire naturelle à l'université de Padoue.
- Giuseppe Toniolo (1845-1918), économiste et sociologue béatifié par l’Église catholique.
- Adriano Durante (1940-2009), coureur cycliste.
- Luciano (1935), Giuliana (en) (1937), Gilberto (1941-2018) et Carlo Benetton (en) (1943-2018), fratrie qui a fondé en 1965 le groupe Benetton.
- Primo Baran (1943), rameur, champion olympique en 1968.
- Alessandro Troncon (1973), joueur de rugby à XV évoluant au poste de demi de mêlée, devenu entraîneur.

### Autres
- Maria Bertilla Boscardin (1888-1922), religieuse, infirmière à l'hôpital de la ville, canonisée en 1961 par Jean XXIII.
- Famille Favaro, famille de la noblesse vénitienne, maison ducale de Favaro Veneto, marquis de Trévise.
- Giovanni Antonio Farina (1803-1888), évêque de Trévise de 1850 à 1860, canonisé en 2014.
- Les ducs de Trévise (1808-1946)
- Édouard Mortier (1768-1835), maréchal d'Empire, duc de Trévise.
- Ado Campeo, le père du tiramisu [4].
- Lino Selvatico peintre, mort à Trévise.

## Administration
| Période                                  | Période  | Identité            | Étiquette | Qualité |
| ---------------------------------------- | -------- | ------------------- | --------- | ------- |
| 1994                                     | 2003     | Giancarlo Gentilini | LN        |         |
| juin 2003                                | 2013     | Gian Paolo Gobbo    | LN        |         |
| 2013                                     | en cours | Giovanni Manildo    | PD        |         |
| Les données manquantes sont à compléter. |          |                     |           |         |

### Hameaux
- Aeroporto, Ai Sabbioni, Ansa del Sile, Borgo Mestre, Buca dell'Olio, Canizzano, Case Bellio, Case Bottere, Case Capitello, Case Gatto, Case Richetti, Case Sambugole, Case Semenzini, Case Zanatta, Case Zanibellato-Rizzato, Castagnole, Cimitero Monigo, Colombera, Confine, Crociera, Del Daino, Ferretto, Fiera, Fontanelle, Fornaci, La Monchia, Laghetto Antille, Le Cornare, Madonnetta, Maleviste, Molino Mandelli, Moncini, Monigo, Osteria Candelù, Paese, Pale del Cornaino, Preganziol, Quinto, Reinhart, Rossetto, Salomoni, San Trovaso, San Vitale, Sant'Agnese, Santa Bona Nuova, Santa Maria della Rovere, Selvana Bassa, Settecomuni, Stivale, Storga, Torre d'Orlando

### Communes limitrophes
Carbonera, Casier, Paese, Ponzano Veneto, Preganziol, Quinto di Treviso, Silea, Villorba, Zero Branco

### Évolution démographique
Habitants recensés

## Transport

### Transport ferroviaire
La gare de Trévise Centrale est l'une des plus importantes de la région.

### Transport aérien
Trévise dispose d'un aéroport international.

## Sports
- Pallacanestro Trévise
- Benetton Rugby Trévise
- Trévise FBC 1993

## Jumelages
- Orléans (France)[5]
- Timișoara (Roumanie)
- Curitiba (Brésil)